# Gefäßflöte
Gefäßflöte, auch Kugelflöte, ist eine nach der Form ihres Resonators klassifizierte Gruppe von Flöten, die nicht aus einer schlanken Röhre, sondern aus einem unterschiedlich geformten, meist rundlichen Hohlkörper bestehen. Gefäßflöten können fingerlochlos sein oder mehrere Fingerlöcher besitzen und entsprechend einen Ton oder mehrere Töne produzieren. Als randgeblasene Flöte oder Kernspaltflöte ist die Gefäßflöte seit dem Neolithikum nachweisbar und weltweit in vielen Regionen verbreitet. Sie wird als Musikinstrument zur Unterhaltung, für rituelle Zwecke oder als Signalinstrument verwendet.
Zu den Gefäßflöten gehören das mittelalterliche Gemshorn, die um 1860 in Italien entwickelte Okarina, die in den Vereinigten Staaten eingeführte Schnabelflöte Tonette, die eiförmige chinesische Xun, das altamerikanische Pfeifgefäß und viele Pfeifen.

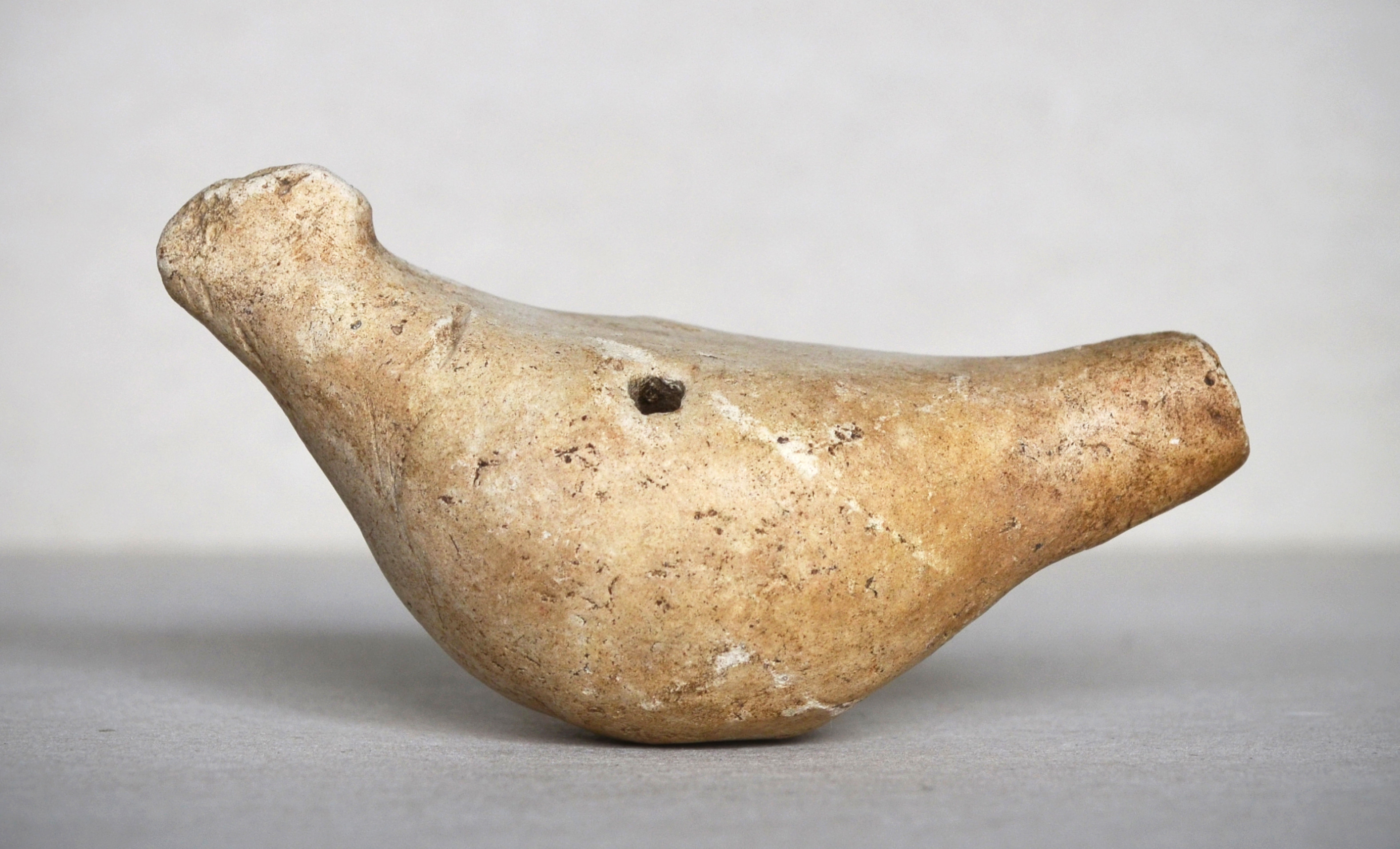
Mittelalterliche russische Schnabelgefäßpfeife (swistulka) aus Ton in Vogelform. Fürstentum Rjasan, 13.–14. Jahrhundert. Sichtbar ist eines von zwei Grifflöchern. Die Anblasöffnung ist an der Schwanzspitze rechts.

## Herkunft und Bauform

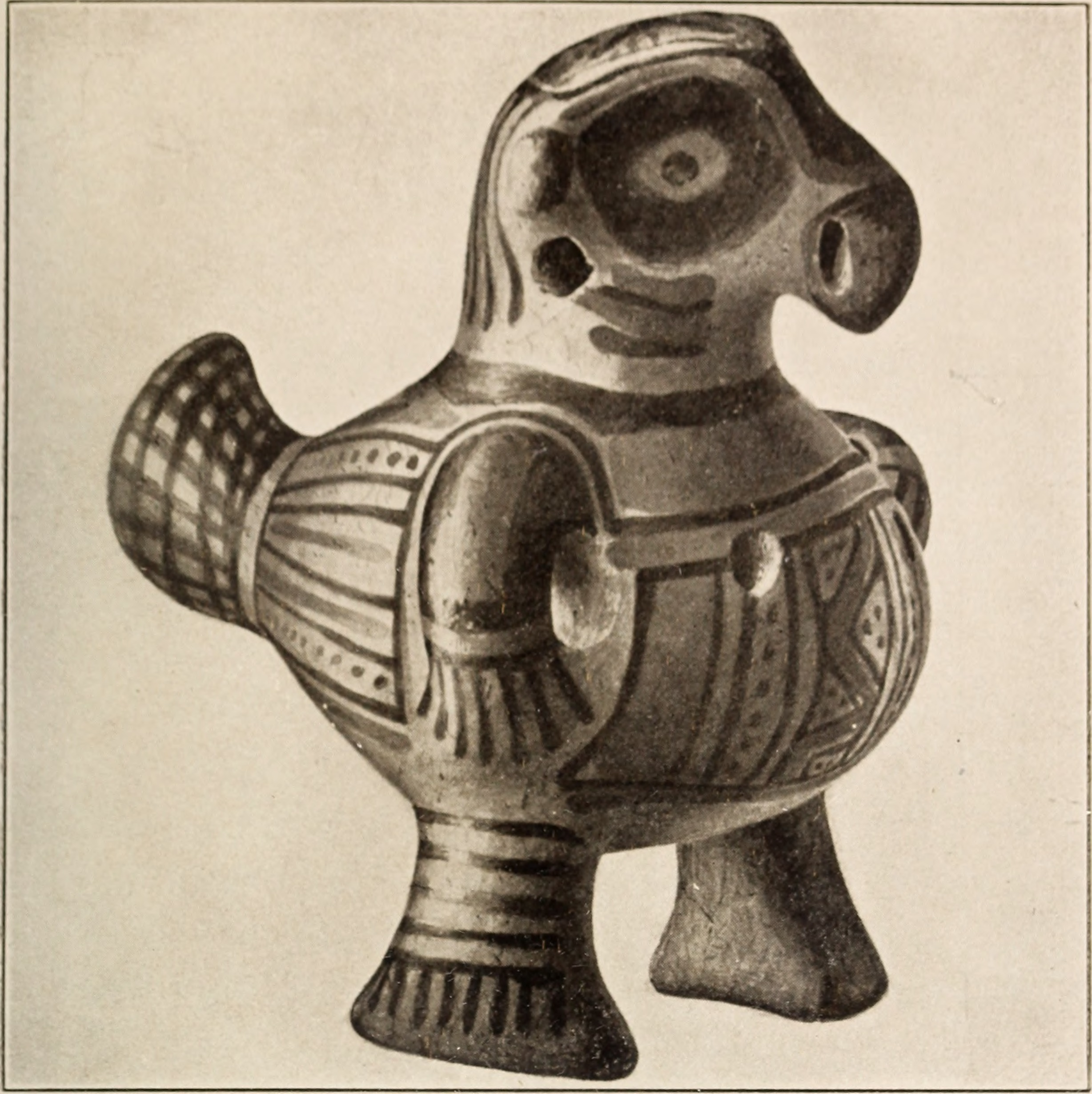
Altamerikanische Keramikvogelpfeife der Chiriquí. Abbildung im Museumskatalog Helen W. Henderson: The Art Treasures of Washington, 1912.

Prinzip der Tonerzeugung bei einer randgeblasenen Gefäßflöte: Die über die gegenüberliegende Kante der Öffnung streichende Blasluft lässt die Luft im Innern abwechselnd verdichten und ausdehnen und erzeugt so eine periodisch schwingende Luftbewegung.

Gefäßflöten bestehen im einfachsten Fall aus festen Fruchtschalen von ausgehöhlten Kokosnüssen oder kleinen Kürbissen (Kalebassen) mit einer Öffnung, die an den Mund gehalten wird. Beim Blasen über deren Kante in einem bestimmten Winkel entsteht ein Ton. Als Vorläufer des Flötentons kann die durch Singen oder Sprechen in ein einseitig offenes Gefäß, etwa ein Schneckenhorn, verzerrte menschliche Stimme gelten, die als Aktionselement des Ritualexperten bei magischen Praktiken gebraucht wird. Flöten kommt generell in frühen und traditionellen Kulturen eine magisch-religiöse Bedeutung zu. Sie wurden und werden zur Sturmverhütung, für Regenzauber, Fruchtbarkeitskulte, als Lockruf für Wildtiere und, da sie der Stimme klanglich am nächsten erscheinen, von Hirten in der Natur als Ausdrucksmittel eingesetzt (vgl. die Hirtenflöte kaval).
Aus vergänglichem Pflanzenmaterial, Holz, Knochen und Schneckengehäusen bestehende Gefäßflöten wurden früh durch Hohlkörper aus Stein, gebranntem Ton und Porzellan nachgeahmt oder in Formen von großer Variationsbreite gestaltet. Deshalb gehören Flöten zu den ältesten Musikinstrumenten, die in Europa zeitgleich oder früher als Schraper, Schwirrhölzer und Gefäßrasseln wahrscheinlich schon im Mittelpaläolithikum verwendet wurden und nachweisbar sind. Die aus gebranntem Ton gefertigte Gefäßflöte wurde praktisch in jeder Form hergestellt, vor allem ungefähr kugel- oder eiförmig in der Gestalt eines Tieres, bevorzugt eines Vogels. So haben sich Gefäßflöten auf allen Kontinenten verbreitet, wenn auch ihre einstige, von ihrer zoomorphen Gestalt und ihrem Klang herrührende magische Bedeutung zugunsten einer heute überwiegenden Verwendung als Kinderspielzeug zurückgegangen ist.
Es gibt Gefäßflöten ohne Grifflöcher, mit einem oder mit mehreren Grifflöchern; die meisten, aber nicht alle, haben an der Anblasöffnung einen Schnabel, der den Luftstrom nach dem Prinzip der Kernspaltflöte zu einer Schneidenkante (Anblaskante) lenkt. Der von Curt Sachs (in Geist und Werden der Musikinstrumente, Berlin 1929, und später) vertretenen These, wonach bei Längsflöten solche ohne Grifflöcher (Eintonflöten) und mit Kernspalt zu einer früheren Entwicklungsstufe gehören als randgeblasene Flöten mit Grifflöchern steht im Widerspruch zu der Feststellung, dass Knochenflöten mit und ohne Grifflöchern gleichzeitig verwendet wurden und möglicherweise unterschiedliche Funktionen hatten. Gefäßflöten ohne Schnabel gehören zu den randgeblasenen Flöten.
Klang und Tonhöhe einer Gefäßflöte werden zunächst durch das im Innern vorhandene Luftvolumen bestimmt, das in Schwingungen gerät. Je größer das Volumen, desto tiefer der Klang. Entsprechend beeinflusst der Spieler einer Handflöte die Tonhöhe durch die Haltung seiner zu einem geschlossenen Hohlraum geformten Hände. Bei konstantem Volumen lassen sich mit Grifflöchern unterschiedliche Tonhöhen hervorbringen, sie haben aber bei Längsflöten und Gefäßflöten eine grundsätzlich andere Wirkungsweise. In der Röhre einer Längsflöte (oder Querflöte und allgemein bei Holzblasinstrumenten) bildet sich eine schwingende Luftsäule, deren Länge durch offen gelassene Grifflöcher verkürzt wird, wodurch sich die Tonhöhe schrittweise erhöht. Entsprechend sorgen kleine Intonationslöcher bei Barocktrompeten dafür, wenn sie geöffnet werden, die spielbare Naturtonreihe in eine höhere Tonlage zu versetzen. Bei den Gefäßflöten fungiert hingegen der Resonanzraum als Helmholtz-Resonator, der als Luftvolumen in einer beliebigen Form definiert ist. Im Unterschied zu Längsflöten ist nicht die Position der Grifflöcher wesentlich, sondern ihre Größe. Je mehr Grifflöcher geöffnet werden, desto mehr vergrößert sich die gesamte geöffnete Fläche des Resonators, die Luft im Innern kann schneller expandieren und ein höherer Ton wird hörbar. Durch gezielte Kombination von wenigen, partiell geöffneten und geschlossenen Grifflöchern lässt sich eine mehrfache Zahl von Tönen hervorbringen. Versuche ergaben, dass eine Gefäßflöte aus dem Kongo bis zu 19 Töne in chromatischer Folge produzieren konnte, auch wenn die afrikanischen Musiker diesen Tonvorrat nicht ausnutzten. Bei einer eiförmigen chinesischen xun bewirkt die Öffnung eines beliebigen Grifflochs eine Erhöhung um etwa einen Ganzton. Auf typischen Gefäßflöten mit vier oder mehr Fingerlöchern sind ungefähr 20 chromatische Töne spielbar. Es gibt Gefäßflöten mit mehreren verbundenen Resonatoren, die mehrere Töne zugleich produzieren.
Der Klang von Gefäßflöten ist meist dunkel und weich oder beim kleinen Resonator von Pfeifen hoch und schrill. Unabhängig vom Blasdruck setzt sich der Klang einer Gefäßflöte aus dem Anblasgeräusch, dem Grundton und mehreren Teiltönen zusammen. Kleine Pfeifen ohne Griffloch werden hauptsächlich als Signalinstrument oder Vogelruf eingesetzt. Obertöne fehlen weitgehend und das bei am Ende offenen Flöten mögliche Überblasen in die obere Oktave gelingt bei Gefäßflöten nicht. Der tiefste Ton ist durch das Volumen des Resonators vorgegeben und nur wenig vom Blasdruck und der Größe der Einblasöffnung abhängig. Bei geschlossenen Grifflöchern entspricht die Tonhöhe ungefähr einer gedackten Längsflöte mit gleichvolumiger Röhre. Unterschiedlicher Blasdruck kann bei manchen Gefäßflöten die Tonhöhe um mehrere Halbtöne verändern und je mehr Grifflöcher geöffnet sind, umso stärker muss geblasen werden.
Bei der überwiegenden Zahl von Gefäßflöten, die über ein schnabelähnliches Mundstück angeblasen werden, befindet sich dieses an einer beliebigen Stelle des Resonators und häufig ist es in die figürliche Gestalt integriert, etwa als Schwanz eines Vogels. Eine besondere altamerikanische Form einer Gefäßflöte ist der mit Flüssigkeit gefüllte Pfeiftopf (spanisch silbador).

## Verbreitung

### Europa

#### Prähistorische Gefäßflöten

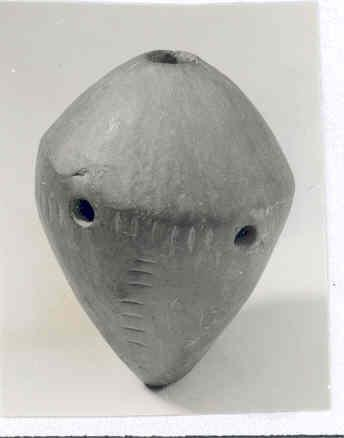
Frühneolithische Gefäßflöte aus der Starčevo-Kultur, die beim Dorf Runik (in der Gemeinde Skënderaj) im Kosovo gefunden wurde. Die „Runik-Ocarina“ gilt als das älteste Musikinstrument des Kosovo.

Unterkieferknochen von Höhlenbären, wie sie aus dem Aurignacien von der Höhle Potočka zjalka in den slowenischen Karawanken bekannt sind, wurden häufig in der Literatur zu paläolithischen Gefäßflöten erklärt. Ob sie überhaupt bearbeitet wurden, ist jedoch zweifelhaft. Die ältesten bekannten Blasinstrumente stammen aus dem Jungpaläolithikum. Es sind bis zu etwa 40.000 Jahre alte Knochenflöten, die in Höhlen auf der Schwäbischen Alb gefunden wurden (Hohler Fels, Geißenklösterle, Brillenhöhle, Vogelherdhöhle). Für die Zeit des Gravettien (um 32.000–24.000 BP) ist an zwei Fundorten die Verwendung von gebranntem Ton belegt. Auch wenn aus dieser Zeit noch keine Gefäßflöten überliefert sind, so wäre demnach deren Herstellung möglich gewesen. Phalangenpfeifen aus Knochen mit einem Loch, die vermutlich als Signalinstrumente bei der Jagd verwendet wurden, sind für das gesamte Jungpaläolithikum nachgewiesen. Sie sind die ältesten Blasinstrumente, die nach dem Prinzip der Gefäßflöte funktionieren.
Die ältesten als Musikinstrumente belegten Funde von Gefäßflöten aus gebranntem Ton in Europa stammen aus der frühneolithischen Starčevo-Kultur (um 6200–4500 v. Chr.), die in Osteuropa verbreitet war. Hierzu gehört die zwischen 1989 und 2005 untersuchte Grabungsstätte Brunn in Niederösterreich, in der drei zur Linearbandkeramik gehörende Gefäßflöten identifiziert wurden. Eine Gefäßflöte stammt aus der 5650 v. Chr. datierten Schicht, die Schicht der beiden anderen wird auf 5200 v. Chr. datiert. Die erste Gefäßflöte mit vier Grifflöchern ist zu zwei Dritteln erhalten und ahmt die konische Form eines Rinderhorns nach. Vermutlich wurde sie an der Spitze über ein Röhrchen aus Holz oder Knochen mit eingeschnittener Kerbe angeblasen. Die anderen, nur als Bruchstücke erhaltenen Gefäßflöten besaßen je drei Grifflöcher. Auf spätestens 6000 v. Chr. wird die im Kosovo gefundene „Runik-Ocarina“ datiert. 
Eine elliptische Gefäßflöte mit drei Fingerlöchern aus Rumänien (Fundort Liubcova-Orniţa) wird der Vinča-Kultur (um 5400–4600 v. Chr., Vinča C) zugeordnet. Eine weitere frühneolithische Kultur ist Anzabegovo-Vršnik in Nordmazedonien (um 5900–5550 v. Chr.). Sie steht wie die anderen Kulturen des 6. Jahrtausends v. Chr. in Südosteuropa am Übergang von der Lebensweise der Jäger und Sammler zu den ersten Ackerbauern. Zur Anzabegovo-Vršnik-Kultur gehört eine kugelförmige Gefäßflöte aus Mramor beim Dorf Čaška (nahe Veles) mit 5 Zentimeter Durchmesser, einem Anblasloch und zwei Grifflöchern. Die Fundschicht wird auf 5850–5500 v. Chr. datiert. Die Grifflöcher haben einen Durchmesser von 4 Millimetern, das Anblasloch von 6 Millimetern. Der Nachbau dieses Instruments produzierte mit den vier möglichen Griffkombinationen einen Tonumfang von einer großen Terz im Frequenzbereich zwischen etwa 740 und 960 Hertz.
Die Gefäßflöte von  Liubcova-Orniţa mit ihrer elliptischen Form von 5,8 Zentimetern Länge und einem größten Durchmesser von 3,2 Zentimetern besitzt nur einen kleinen Resonanzraum, der mit einem Stab in den feuchten Lehmklumpen gestoßen wurde, und produziert höhere schrille Töne, die an der scharfen Kante des Anblaslochs entstehen. Die Grifflöcher von 5 Millimetern Durchmesser wurden etwas später in den halbfeuchten Ton gestochen. Dann wurde die Gefäßflöte im offenen Feuer gebrannt. Durch die drei Fingerlöcher ließen sich mit dem Nachbau dieses Instruments 12 Töne im Bereich von einer Oktave und einer kleinen Terz bei Frequenzen zwischen 1250 und 3000 Hertz erzeugen. Diese Gefäßflöte benötigt einen wesentlich höheren Blasdruck und ist schwieriger zu spielen als die vorgenannte.
Weitere, um die Mitte des 20. Jahrhunderts beschriebene prähistorische Gefäßflöten haben keine Fingerlöcher und sind lediglich einfache Gefäßpfeifen. So etwa die von Otto Seewald 1958 veröffentlichten bronzezeitlichen Objekte aus dem ungarischen Dorf Vörösmart (in Kroatien) und aus Piliny im Nordosten Ungarns sowie der jungsteinzeitliche Fund aus Perchtoldsdorf in Niederösterreich, den Seewald 1965 beschrieb.

#### Volksmusikinstrumente

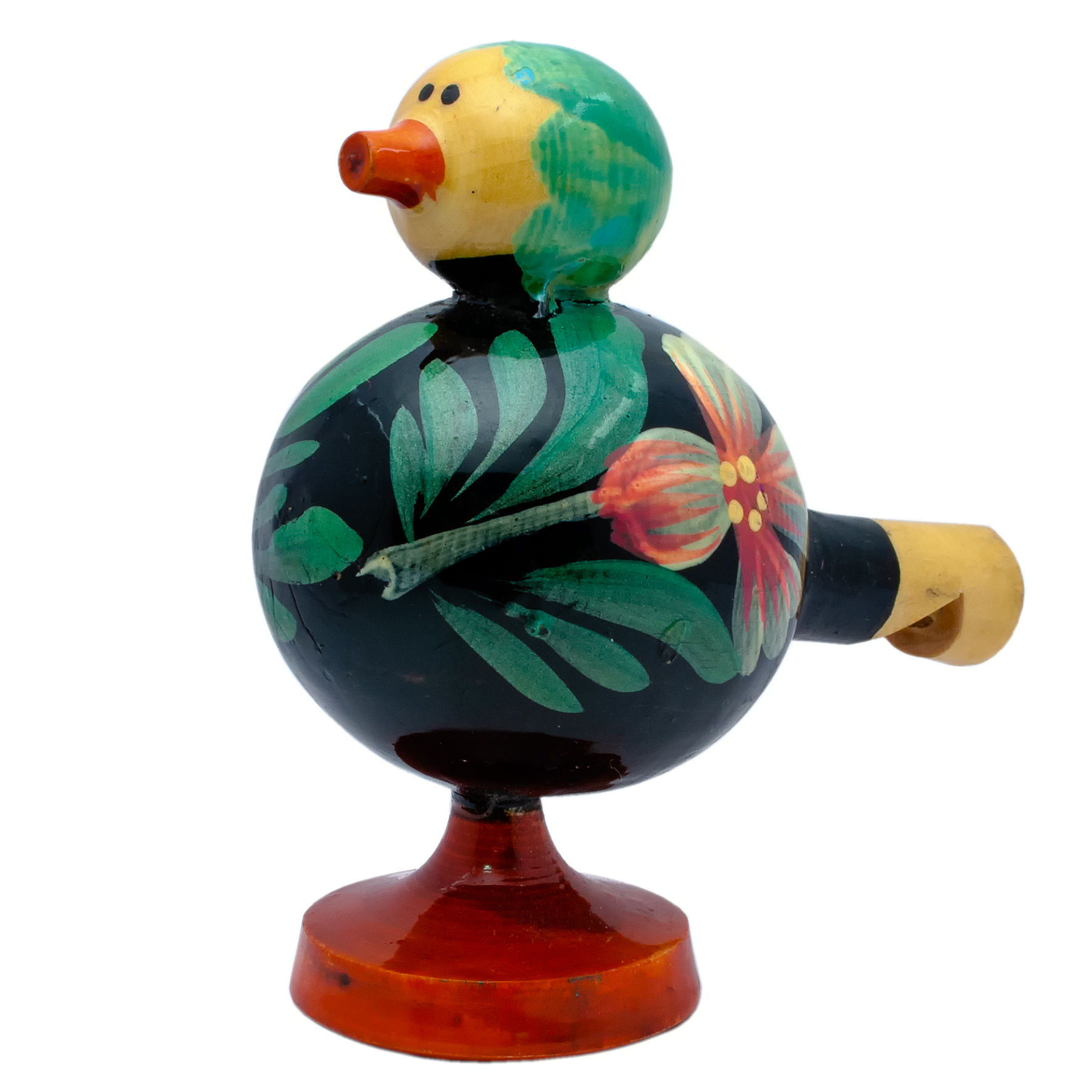
Vogelpfeife aus Holz. Russisches Kinderspielzeug

Die frühesten bekannten Gefäßflöten in Zentraleuropa wurden vom 12. bis 14. Jahrhundert in Norddeutschland und Dänemark angefertigt. Aus Hamburg stammt eine ins 14. Jahrhundert datierte, mit Wasser gefüllte Gefäßpfeife in Gestalt einer Eule. Bei Dunapataj in Ungarn wurde eine Gefäßflöte in der Gestalt eines Pferdes mit einem Griffloch aus der Zeit vor der türkischen Herrschaft (vor 1526) gefunden.
Als der spanische Konquistador Hernán Cortés 1521 das Aztekenreich erobert hatte, wurden die Europäer mit Musikinstrumenten aus Mittelamerika bekannt. Die Gefäßflöten aus Ton, die sich darunter befanden, galten lange Zeit eher als exotische Schmuckgegenstände und weniger als Musikinstrumente.

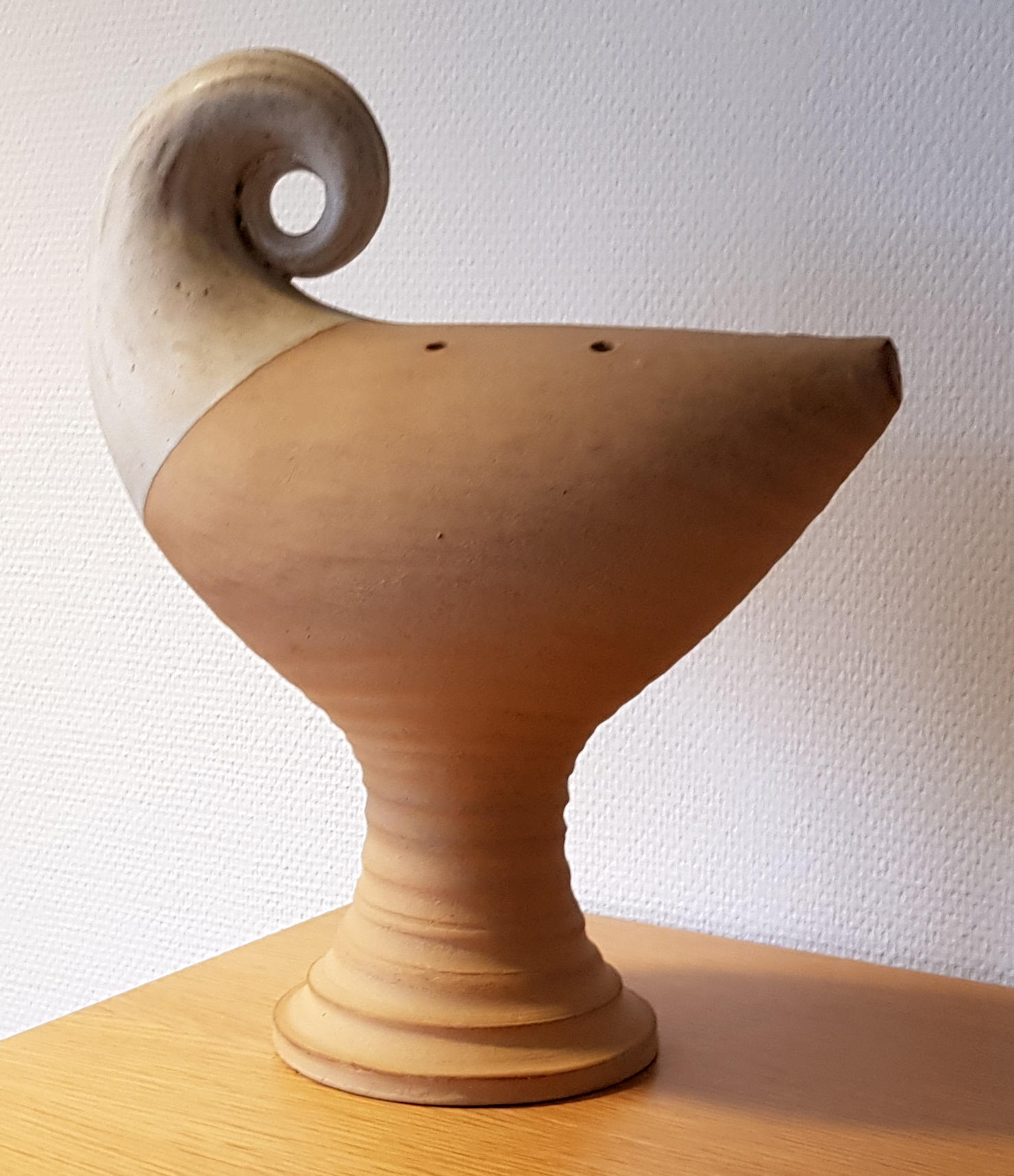
Lergök aus Ton. Ängelholm, Schweden

In der Mitte des 19. Jahrhunderts wurden in Europa Spaltgefäßflöten aus Ton am häufigsten in Vogelgestalt als Kinderspielzeug populär und überall auf Märkten verkauft. Sie besitzen ein oder zwei Grifflöcher. In Ungarn wurde solches Kinderspielzeug in großen Mengen bis zum Zweiten Weltkrieg produziert, bis zur Mitte des 20. Jahrhunderts nur noch selten. Die ungarischen Gefäßflöten (allgemein síp für „Flöte“, „Pfeife“, oder nach dem Material cserépsíp, „Tonpfeife“) werden gemäß ihrer jeweiligen Gestalt benannt, etwa madár („Vogel“), bika („Stier“) oder kakas („Hahn“). Am Schwanz des Tiers befindet sich die Anblasöffnung mit der Kernspalte. Es gab in Ungarn auch melodiefähige Gefäßflöten mit sechs Grifflöchern, die jedoch kaum in der Volksmusik zum Einsatz kamen.
Vogelgestaltige Gefäßflöten ohne Griffloch sind teilweise mit Wasser gefüllt und produzieren, wenn sie über ein Röhrchen angeblasen werden, einen schrillen Ton, dessen Höhe sich durch den schwankenden Wasserspiegel ändert und einem Vogelzwitschern nahekommt. Ein Beispiel aus Griechenland ist die lalitsa (griechisch λαλίτσα). Diese zwitschernde Gefäßpfeife aus Ton hat die Form eines Vogels, Hahns, Fisches oder Krugs. Manchmal mit Wasser gefüllt ist auch die Keramikpfeife xiurell auf der Insel Mallorca. Sie wird in einer Größe zwischen 7 und 15 Zentimeter in tierischer oder menschlicher Gestalt als Vogel, Pferd, Ochse oder Dämon gefertigt und bei religiösen Festen auf der Straße verkauft, um unter anderem Weihnachtslieder zu begleiten. Eine magisch-religiöse Bedeutung hatten Gefäßpfeifen auch anderswo im europäischen Brauchtum: an Weihnachten und an Frühlingsfesten, um böse Geister zu vertreiben.
Haben solche Instrumente ein Fingerloch, bringen sie zwei Töne im Terzabstand hervor, die einen Kuckucksruf imitieren sollen. In Ungarn heißen sie kakukkoló („der Kuckuckschreiende“) und haben die Form eines kurzen Zylinders mit 5 Zentimeter Länge und 4,5 Zentimeter Durchmesser, der an einem Ende bis zu einem Fingerloch in der Mitte konisch zuläuft. Am anderen flachen Ende ist am Rand die Kernspaltöffnung eingeschnitten.
In der Slowakei blieb die Herstellung der Spaltgefäßflöten im Keramikstil der Habaner vom 17. bis ins 20. Jahrhundert praktisch unverändert. Die Formung solcher kleiner Tonwaren oblag den Lehrlingen und Gehilfen der Töpfer, bevor sie größere Gegenstände herstellen durften. Slowakische Tongefäßpfeifen werden píšťalka (slowakisch „Pfeifchen“, in Bulgarien ist pistalka eine Längsflöte), blinena píšťalka („Tonpfeifchen“) oder deteska píšťalka („Kinderpfeifchen“) genannt. Die üblichen vogelgestaltigen Formen heißen vtáčik píšťalka („Vogelpfeife“). Seltener ist die Form eines Reiters mit Königskrone auf einem Pferd. Die slowakischen Gefäßpfeifen sind alle grifflochlos; sie klingen schrill und durchdringend, weil sie meist nur am Anblasende ausgehöhlt sind. Die bis Ende des 19. Jahrhunderts in der Slowakei vorkommende Kuckuckspfeife (kukučka píšťalka) wurde nicht aus zerbrechlichem Ton, sondern aus einem 15 bis 21 Zentimeter langen und bis 5 Zentimeter breiten Hartholzstück hergestellt und an einem Ende gegenüber der spitzen Kopfform angeblasen. Schließen des Grifflochs bewirkt einen um eine kleine Terz tieferen Ton.
In der Volksmusik weiterer Länder verwendete Gefäßflöten oder fingerlochlose Gefäßpfeifen haben ebenfalls meist die Gestalt eines Vogels oder eines anderen Tiers. Zwei Grifflöcher besitzen die die russische swistulka (russisch свистулька oder swistalka), die bul’bul’ in Georgien, die lergök in Schweden und die pardipill („Entenpfeife“; auch savipiilu, „Tonpfeife“; savipill) in Estland, bis zu vier Grifflöcher die molinukas in Litauen, die svistul’ka in Russland und die shunshüshpik im Wolga-Ural-Gebiet. Typischerweise ein Fingerloch haben die vogelförmigen Tonpfeifen péckvillchen (Plural péckvillercher) in Luxemburg. Die polnischen Keramikpfeifen (gwizdek, kusoc oder sowa) haben kein Fingerloch, durch einen schwächeren Blasdruck ergibt sich aber ein um eine kleine Terz tieferer Ton.

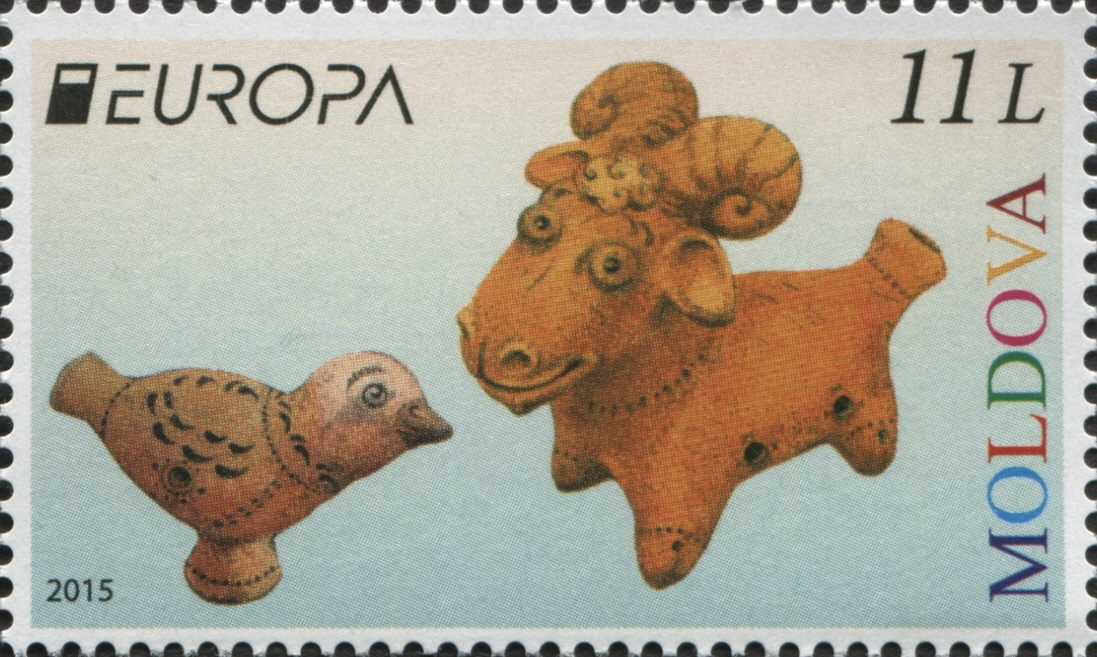
Schnabelgefäßflöte aus Ton in Vogel- und Widdergestalt. Briefmarke der Republik Moldau von 2015

Um 1860 entwickelte der als Erfinder der Okarina in die Geschichte eingegangene Italiener Giuseppe Donati in seinem Heimatdorf Budrio aus den einfachen Spielzeuginstrumenten eine Gefäßflöte mit bis zu zehn Grifflöchern für Finger und Daumen, mit der sich eine chromatische Tonleiter spielen lässt. Ab 1863 trat er mit anderen Musikern in einer Gruppe auf, die auf unterschiedlich gestimmten Okarinas fünfstimmig Volkslieder der Region und populäre Lieder aus italienischen Opern vortrug. Die damals gebildete Gruppo Ocarinistico Budriese setzt die Tradition bis heute unter diesem Namen fort. Ab 1870 gastierten Okarinaspieler in europäischen Konzerthallen, einschließlich Paris und London. Nach Curt Sachs’ abschätzigem Urteil von 1920 „genießt [die Okarina] in niedern Dilettantenkreisen eine gewisse Beliebtheit.“ Während die an ein U-Boot erinnernde Form weitgehend unverändert blieb, wurden Instrumente unterschiedlicher Größe, Form, Tonhöhe, Material und Grifflochzahl entwickelt. Bis zu zwölf Grifflöcher sind bei der „italienischen Okarina“ üblich.
Der von ihrem Erfinder eingeführte Name ocarina stammt von ucarèina („kleine Gans“) im norditalienischen Emiliano-Romagnolo-Dialekt und lässt sich über italienisch oca („Gans“) auf lateinisch avicula („kleiner Vogel“) zurückführen. In die slowakische Volksmusik ging das italienische ocarina namentlich als okarina, okular oder okulindy ein. Die bis Anfang des 20. Jahrhunderts meist von jungen Männern gespielten elliptischen Gefäßflöten wurden mit 15–17 Zentimeter Länge und 4–5 Zentimeter Durchmesser aus Ton hergestellt und gebrannt oder ungebrannt belassen, aber mit roter Farbe bemalt. Die zehn Grifflöcher sind symmetrisch angeordnet in zwei Viererreihen oben und zwei Daumenlöcher unten. In den 1920er und 1930er Jahren war dieser Okarinatyp in der ganzen Slowakei beliebt, sank aber danach zu einem Kinderspielzeug herab. In Böhmen und Mähren (heute Tschechien) hatte die okarina (oder okaryna) sieben bis acht Grifflöcher oben und zwei Daumenlöcher unten. Ein Töpfer in Velehrad stellte um 1914 in Handarbeit 15.000 bis 20.000 Gefäßflöten her, die hauptsächlich im Land und bis nach Kroatien verkauft wurden.
Anfang der 1960er Jahre führte der britische Musikethnologe und Instrumentenerfinder John Taylor (1940–2010) einen als English Ocarina bekannt gewordenen Gefäßflötentyp aus Keramik mit nur vier Grifflöchern unterschiedlicher Größe ein. Mit diesem 4-Loch-System bestehend aus einem kleinen, einem mittleren und zwei großen Grifflöchern ist eine chromatische Oktave spielbar. Jedes Griffloch entspricht einem Ton einer pentatonischen Skala, durch Kombination der Grifflöcher und halbes Öffnen ergibt sich die chromatische Skala. In den 1980er Jahren verbreiteten sich speziell für den Schulunterricht „englische“ 4-Loch-Okarinas aus Kunststoff (Markenname Poly-oc), entwickelt von John North Langley aus Adelaide (* 1944).

### Alter Orient und Südasien

#### Mesopotamien
Ins 6. Jahrtausend v. Chr. wird eine tönerne Gefäßflöte mit einem Tierkopf datiert, die in Yarim Tepe bei Dschabal Sindschar im Nordirak gefunden wurde. Dieses zur Hassuna-Kultur gehörende Objekt gilt nach Marianne Betz (1995) als das älteste in Mesopotamien entdeckte Musikinstrument, während Bo Lawergren (1997) „keine Zeugnisse über mesopotamische Musikinstrumente aus der Zeit vor 3000 v. Chr.“ erkennt. Um 3000 v. Chr. taucht die erste Darstellung einer Harfe in der Uruk-Zeit auf. Aus der Frühdynastischen Zeit stammen auch zwei gleichartige tönerne Gefäßflöten (um 2450 v. Chr.), gefunden in Uruk und Birs Nimrud.
Die Gefäßflöte aus Birs Nimrud bei Babylon wurde um 1860 von Captain Willock ausgegraben und der Royal Asiatic Society vorgeführt. Sie ist erstmals als Zeichnung in Carl Engels The Music of the Most Ancient Nations (1864) abgebildet, das Original ging später verloren. Für Engel ist dieser Fund das wohl älteste zu seiner Zeit bekannte, praktisch vollständig erhaltene Musikinstrument. Zwei Grifflöcher des in der Draufsicht trapezförmigen Instruments sind in gleichem Abstand von der Anblasöffnung an der Schmalseite entfernt. Damit ist nach Engel bei geschlossenen Fingerlöchern ungefähr der Ton c, bei einem geöffneten Loch der Ton e und bei zwei offenen Löchern ein g spielbar. Durch stärkeren Blasdruck lässt sich dieses Quintintervall bis zum a erweitern. Francis Galpin (1937) spekuliert darüber, ob der geringfügige Tonhöhenunterschied zwischen dem geöffneten linken und rechten Griffloch musikalisch beabsichtigt gewesen sein könnte. Hans Hickmann (1955) hält dieses Objekt für die älteste sumerische Gefäßflöte mit mehreren Grifflöchern.
Die Gefäßflöte aus Uruk ist erhalten, bei ihr fehlt jedoch die obere Überdeckung des Windkanals. Rekonstruktionen dieser Flöte ergaben alle dieselben Töne, die bereits Carl Engel für das Exemplar aus Birs Nimrud angegeben hatte: Grundton bei geschlossenen Grifflöchern, kleine Terz, große Terz und Quinte mit geringen Abweichungen durch stärkeren Blasdruck.

#### Ägypten
Durchlöcherte Schneckengehäuse der Gattung Nerita aus der Familie der Kahnschnecken, die bei Grabungen ab 1925 an Fundorten der neolithischen Omari-Kultur (4600–4400 v. Chr.) in Unterägypten freigelegt wurden, bestimmte Hans Hickmann (ab 1949) zu „Muschelpfeifen“, was zunächst kontrovers diskutiert wurde. Eine Gefäßflöte in Fruchtform stammt aus der kupfersteinzeitlichen ägyptischen Naqada-II-Kultur (um 3500–3200 v. Chr.). Ihre elliptische Form mündet an einem Ende in eine Spitze mit einer Anblasöffnung ohne Schnabel. Etliche weitere Gefäßflöten stammen aus der Spätzeit (um 664–332 v. Chr., darunter ein Instrument in Affengestalt), aus der griechisch-römischen Zeit (332 v. Chr. – 395 n. Chr.) und der islamischen Zeit bis in die Gegenwart. Gefäßflöten in der griechisch-römischen Zeit (332 v. Chr. – 295 n. Chr.) wurden als Menschenköpfe oder Tiere gestaltet und hatten eine magische Bedeutung. Ein Exemplar aus dieser Zeit stellt einen stehenden Musiker dar, der ein gedoppeltes Rohrblattinstrument (dem griechischen aulos vergleichbar) spielt. Im Alten Griechenland dienten tönerne Gefäßflöten als Grabbeigaben. Eine 5,5 Zentimeter lange Gefäßflöte in Vogelform aus der Fatimidenzeit (9.–10. Jahrhundert, Fundort Alt-Kairo) wird über den Schwanz angeblasen. Üblich für diese Zeit ist die Bemalung mit hellen Punkten und Strichen auf rotbraunem Grund.

#### Industal

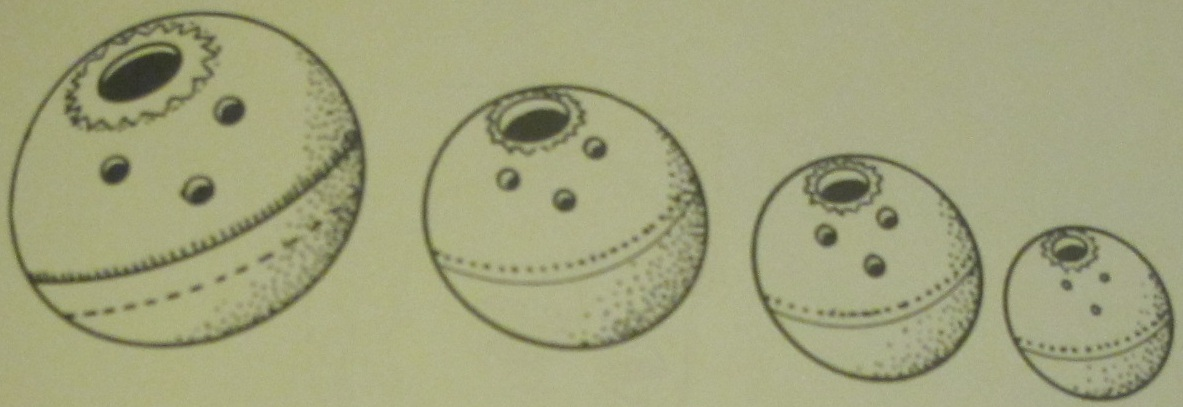
Heutige Gefäßflöten borrindo aus Ton. Provinz Sindh in Pakistan

Aus dem 3. Jahrtausend v. Chr. stammen tönerne vogelgestaltige Gefäßpfeifen aus der Indus-Kultur. Die schwarze Farbe einer beschriebenen Pfeife sollte diese vielleicht als schwarzes Rebhuhn zeigen, einen für seinen lauten Ruf bekannten Vogel. Weitere Vogelpfeifen aus mehreren Fundorten der Indus-Kultur, darunter viele aus Harappa, sind beige und teilweise rötlich bemalt. Sie dienten wie andere Terrakottafiguren und Miniatur-Ochsenkarren nach verbreiteter Ansicht als Kinderspielzeug. Heinz Mode (1959) weist jedoch darauf hin, dass bei den Tonstatuetten die künstlerische oder handwerkliche Qualität nicht das Beurteilungskriterium sein kann, um zwischen kultischem Gebrauch und Kinderspielzeug zu unterscheiden.
Einfache rundliche Gefäßflöten aus Ton mit mehreren Grifflöchern kommen bis heute in Pakistan und Indien als Kinderspielzeug vor. In der im Industal gesprochenen Sprache Panjabi heißen die Tongefäßflöten ghuggu, was ungefähr „Pfeife in Taubenform“ bedeutet. In der südpakistanischen Provinz Sindh ist die borrindo eine kugelförmige Tonflöte mit einem großen Anblasloch und drei im Dreieck angeordneten kleineren Grifflöchern gleicher Größe. Sie wird nach der Beschreibung von N. A. Baloch (1966) entweder in einfacher Ausführung aus luftgetrocknetem Ton von Kindern oder größer, sorgfältig ornamentiert und gebrannt von Handwerkern hergestellt.

#### Baktrien, Sogdien, Kasachstan
Bei Ausgrabungen in der graeco-baktrischen Stadt Dalverzin-Tepe (in der Nähe der südusbekischen Stadt Denov) wurde eine zoomorphe Gefäßflöte aus Ton gefunden. Die plumpe Figur eines Widders, die in das 1. oder 2. Jahrhundert n. Chr. datiert wird, ist 8 Zentimeter hoch und besitzt einen in der Mitte rechtwinklig herausragenden Schwanz mit einem Anblasloch am Ende und zwei Grifflöchern im Korpus. Der Tonumfang beträgt eine Quinte und ist durch stärkeres Anblasen erweiterbar. Die unteren Töne klingen weich, die oberen schrill. Solche Gefäßflöten in Tiergestalt waren in Baktrien und in anderen Regionen Zentralasiens weit verbreitet. Sie wurden im 1. Jahrtausend zur Unterhaltung im Alltag und – wie allgemein – mutmaßlich zusammen mit anderen Musikinstrumenten auch bei magischen Riten (Regenzauber) verwendet.
In der zur Ausgrabungsstätte Bundschikat in Tadschikistan gehörenden Siedlung Kach-Kacha 1 (7.–8. Jahrhundert n. Chr.) wurde eine Gefäßflöte in Form einer Kanne mit seitlich angesetztem Ausguss bzw. Einblasröhre gefunden. Mit Wasser gefüllt war der Klang von Vogelgezwitscher hörbar.
Bei Termiz im Süden Usbekistans wurde aus frühislamischer Zeit (8.–10. Jahrhundert, Kultur von Tocharistan) eine Gefäßpfeife in Vogelgestalt mit Anblasöffnung am Schwanzende und zwei Grifflöchern seitlich am Rücken ausgegraben. Solche vogelgestaltigen Gefäßflöten sind in unterschiedlichen Formen auch aus der historischen Region Sogdien bekannt. Die Tradition der vogelgestaltigen Tonflöten aus dem Fundort Afrasiab (8.–10. Jahrhundert) blieb bis ins 20. Jahrhundert erhalten, wie die Gegenüberstellung mit einer 1962 bei einem Töpfer in der dortigen Provinz Qashqadaryo erworbenen Vogelflöte (uschpulak) zeigt. Die Funde aus Afrasiab haben meist zwei Grifflöcher am Rücken und in manchen Fällen noch ein drittes Griffloch am Kopf. Von der größeren Zahl der Gefäßflöten mit einer schlanken Vogelform unterscheidet sich ein vogelförmiges Exemplar aus Alt-Pandschakent nahe der Stadt Pandschakent durch seine rundliche gedrungene Gestalt, die auf einem breiten runden Fuß steht.
Bis heute in Kasachstan in der Volksmusik gespielte eiförmige Gefäßflöten aus dickwandigem Ton sind unter den Bezeichnungen saz syrnaj (саз сырнай), uskirik und tastauk bekannt. Sie werden mit fünf unterschiedlich großen Grifflöchern an der Oberseite und einem Daumenloch ausgestattet und teilweise wie Ostereier bunt bemalt. Zwei solche Gefäßflöten in ungefährer Eiform mit drei Grifflöchern wurden in der kasachischen Ruinenstadt Otrar ausgegraben und stammen aus dem 11. Jahrhundert. Anfang des 20. Jahrhunderts waren die kasachischen Gefäßflöten praktisch verschwunden. Mit der Rückbesinnung auf eine nationale kasachischen Musiktradition nach der Mitte des 20. Jahrhunderts, die im Namen des 1981 gegründeten nationalen Orchester Otrar sazy („Klänge von Otrar“) zum Ausdruck kommt,  wurde auch die saz syrnaj wiederentdeckt und zusammen mit anderen Volksmusikinstrumenten wie der Längsflöte sybyzgy, den Lauten dombra und kobys und der Zither jetigen in das Instrumentarium moderner Volksmusikensembles integriert.

### Ostasien

#### China

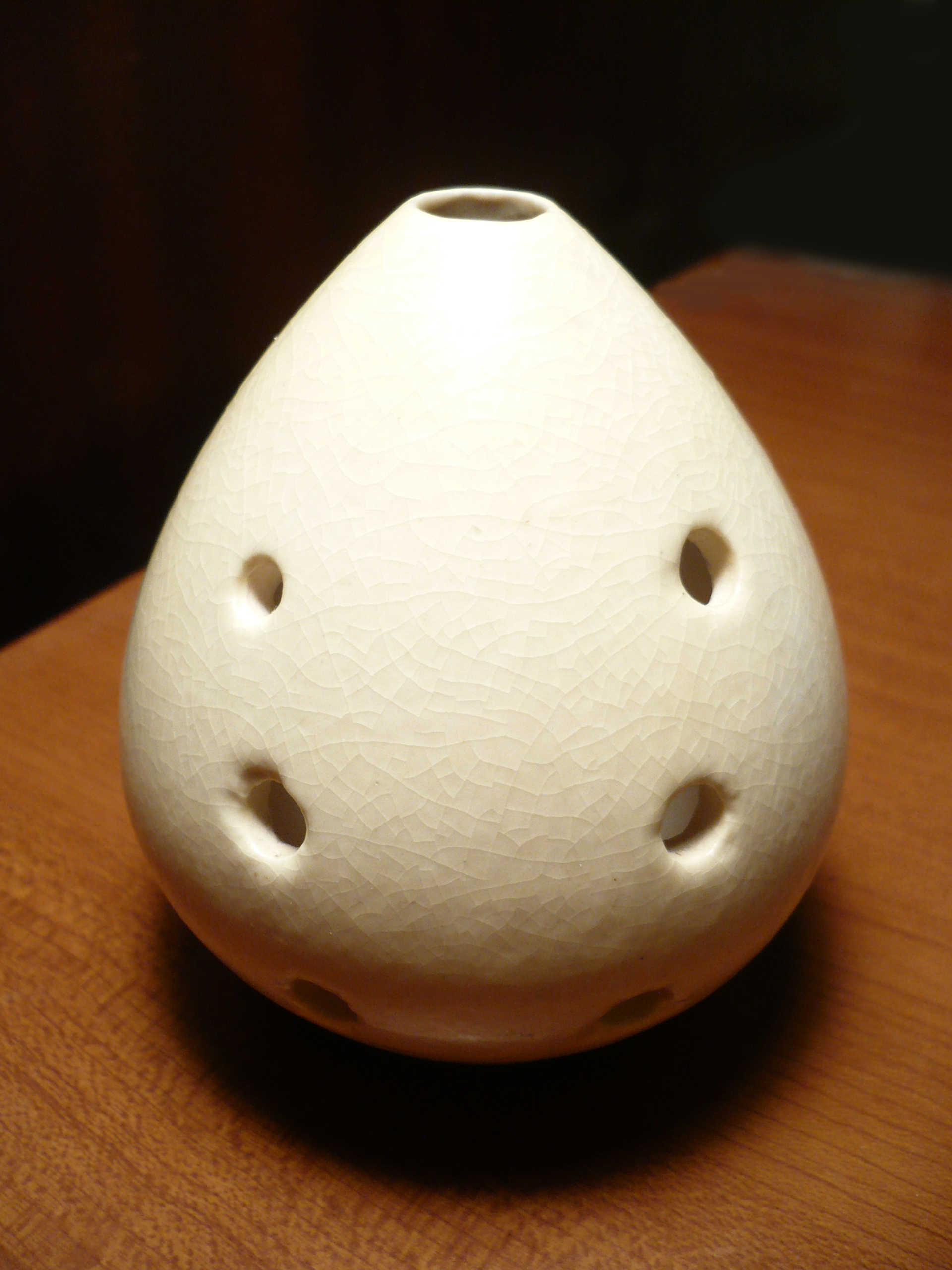
Chinesische xun aus glasierter Keramik mit sechs Grifflöchern in zwei Reihen

Die Gefäßflöte xun gehört zusammen mit den Klangsteinen qing zu den altehrwürdigsten chinesischen Musikinstrumenten. Die ältesten bekannten xun aus der Zeit 4800–4200 v. Chr. wurden in der neolithischen Siedlung Banpo nahe der Stadt Xi’an gefunden. Die in großer Zahl in der dortigen Provinz Shaanxi ausgegrabenen kleinen Gefäßflöten aus Ton sind eiförmig, annähernd kugelrund oder fischförmig mit spitz zulaufenden Enden bei 5 bis 8 Zentimetern Länge und mit ein bis zwei Fingerlöchern. Ähnlich groß sind die Gefäßflöten aus der Shang-Dynastie (1766–1122 v. Chr.), die in Grabstätten in der Provinz Henan gefunden wurden und drei Grifflöcher an der Oberseite und zwei unten besitzen. Häufig lassen sie den gesellschaftlichen Status und die politische Stellung ihres verstorbenen Besitzers erkennen. Während der Zhou-Dynastie (1122–221 v. Chr.) haben die xun die Form eines Gänse- oder Hühnereis mit einem abgeflachten Boden und sechs Löchern. So beschreibt es das älteste chinesische Wörterbuch Erya im 3. Jahrhundert v. Chr. Mit den „sechs Löchern“ sind sehr wahrscheinlich fünf Grifflöcher und eine Anblasöffnung gemeint.
Im Buch der Lieder (chinesisch Shījīng, entstanden 10.–7. Jahrhundert v. Chr.), der ältesten Sammlung chinesischer Gedichte, werden Gefäßflöten an zwei Stellen erwähnt: In Ode 199 spielen zwei Damen Flöte und Gefäßflöte für einen Prinzen und in Ode 254 wird die Harmonie von Himmel und Erde mit dem Zusammenspiel von Flöte und Gefäßflöte verglichen.
In der Vergangenheit war die xun ein höfisches Musikinstrument, das üblicherweise zeremoniell zusammen mit der kleinen Bambusquerflöte chi eingesetzt wurde. Im Shījīng heißt es, der ältere Bruder bläst die xun und der jüngere Bruder bläst die chi, was als Metapher für deren Freundschaft und für das harmonische Verhältnis der Menschen untereinander zu verstehen ist. Die xun wird heute bei konfuzianischen Ritualen und bei Konzerten mit Flötenmusik gespielt.
Von ähnlicher Form und vom chinesischen Vorbild abgeleitet sind die koreanische Gefäßflöte hun, die vietnamesische huân und die japanische tsuchibue.
Die chinesische Taubenflöte (ko ling) ist eine kleine, vom Wind angeregte Pfeife aus einer abgeschnittenen Kalebasse und Bambus, die Tauben auf die Schwanzfedern gebunden wird, damit sie beim Flug einen surrenden Pfeifton produzieren.

#### Japan
Gefäßflöten eines flachen ovalen oder fischförmigen Typs, die in Nordjapan gefunden wurden, gehören Marianne Betz (1995) zufolge zu den wenigen prähistorischen japanischen Musikinstrumenten. Sie scheinen ein Anblasloch an einer Seite und ein einzelnes Griffloch an der gegenüberliegenden Seite zu besitzen. Die aus der Jōmon-Zeit (14.000–300 v. Chr.) stammenden Artefakte sind 8 bis 25 Zentimeter lang, auf einer Seite leicht gewölbt und könnten abstrahierte Darstellungen von Fischen oder Seeschildkröten sein. Eine Position, um die mutmaßliche Anblasöffnung in einem geeigneten Winkel vor den Mund zu halten, ohne mit Kinn oder Nase zu streifen, ist jedoch schwer zu finden, weshalb David W. Hughes (1988) daran zweifelt, dass es sich bei den Jōmon-Tonobjekten um Blasinstrumente handelte.
Die eiförmige, unter chinesischem Einfluss stehende tsuchibue („Erdflöte“) ist seit der Yayoi-Zeit (um 300 v. Chr. – um 300 n. Chr.) bekannt. Im Unterschied zu den xun ist das dem Anblasloch gegenüberliegende Ende spitz. Die tsuchibue besitzen vier Grifflöcher oben und zwei Daumenlöcher an der Unterseite. Wie die Gefäßflöten üblicherweise gestimmt waren, lässt sich nicht genau ermitteln.
Kaburi-ya („pfeifender Pfeil“) ist ein Typus der yanone genannten japanischen Pfeilspitzen, bei denen ein kleiner kugelförmiger Hohlkörper mit seitlichen Löchern am Ende des Bambusschafts hinter der eisernen Pfeilspitze montiert ist. Die „pfeifenden Pfeile“ oder „Heulpfeile“, die nach dem Abschuss durch den Wind einen schrillen Ton von sich geben, wurden früher als Signalinstrument eingesetzt und um bei kriegerischen Aktionen den Feind zu erschrecken. Solche Pfeile wurden auch in Zentralasien und Sibirien von Steppennomaden bei Kämpfen und bei der Jagd verwendet. Pfeifende Pfeile gab es außerdem in Brasilien.

### Amerika

#### Südamerika

##### Präkolumbische Zeit

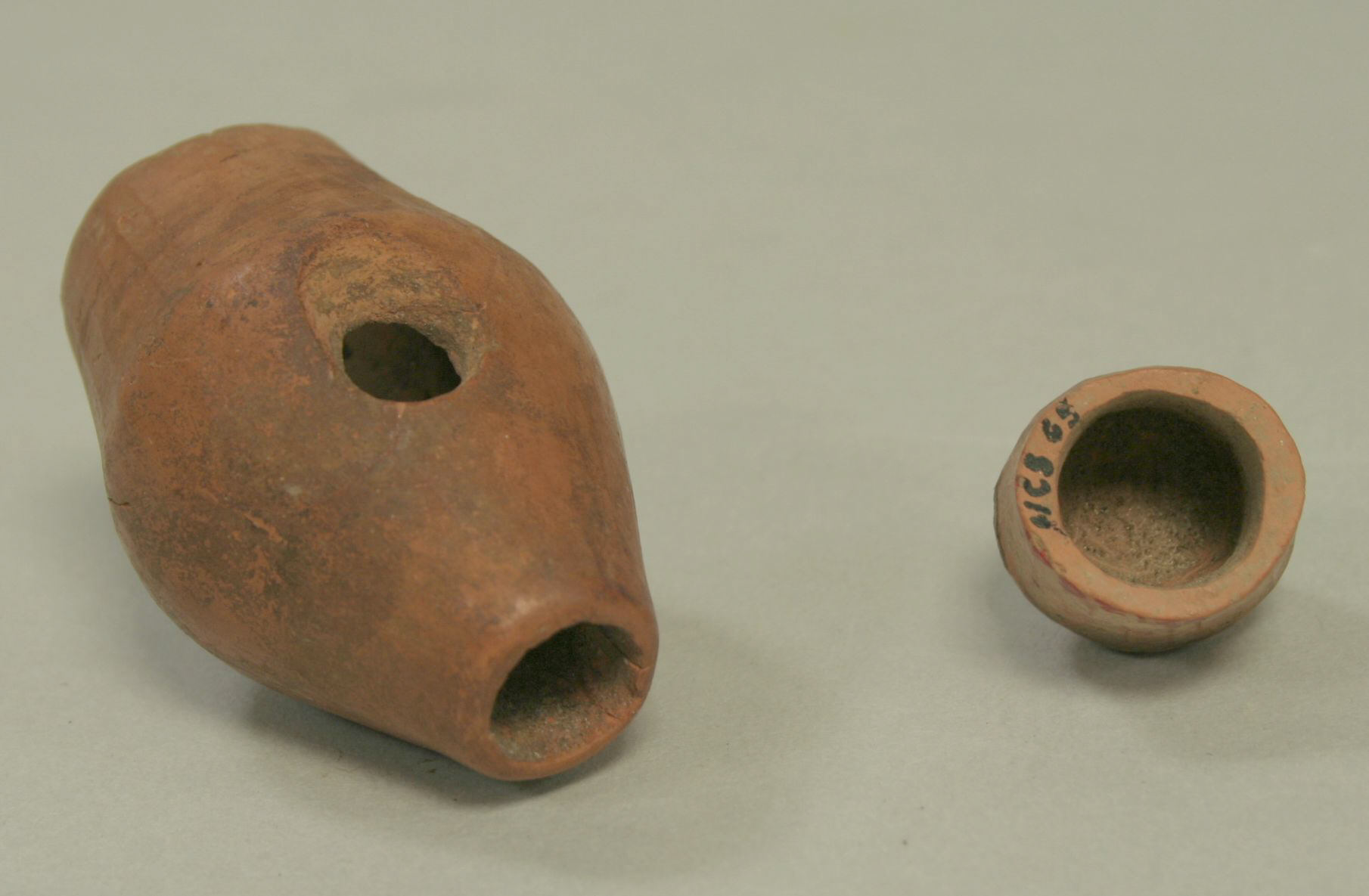
Tongefäßpfeife mit einem Griffloch. Paracas-Kultur in Peru, 3.–1. Jahrhundert v. Chr. Metropolitan Museum of Art

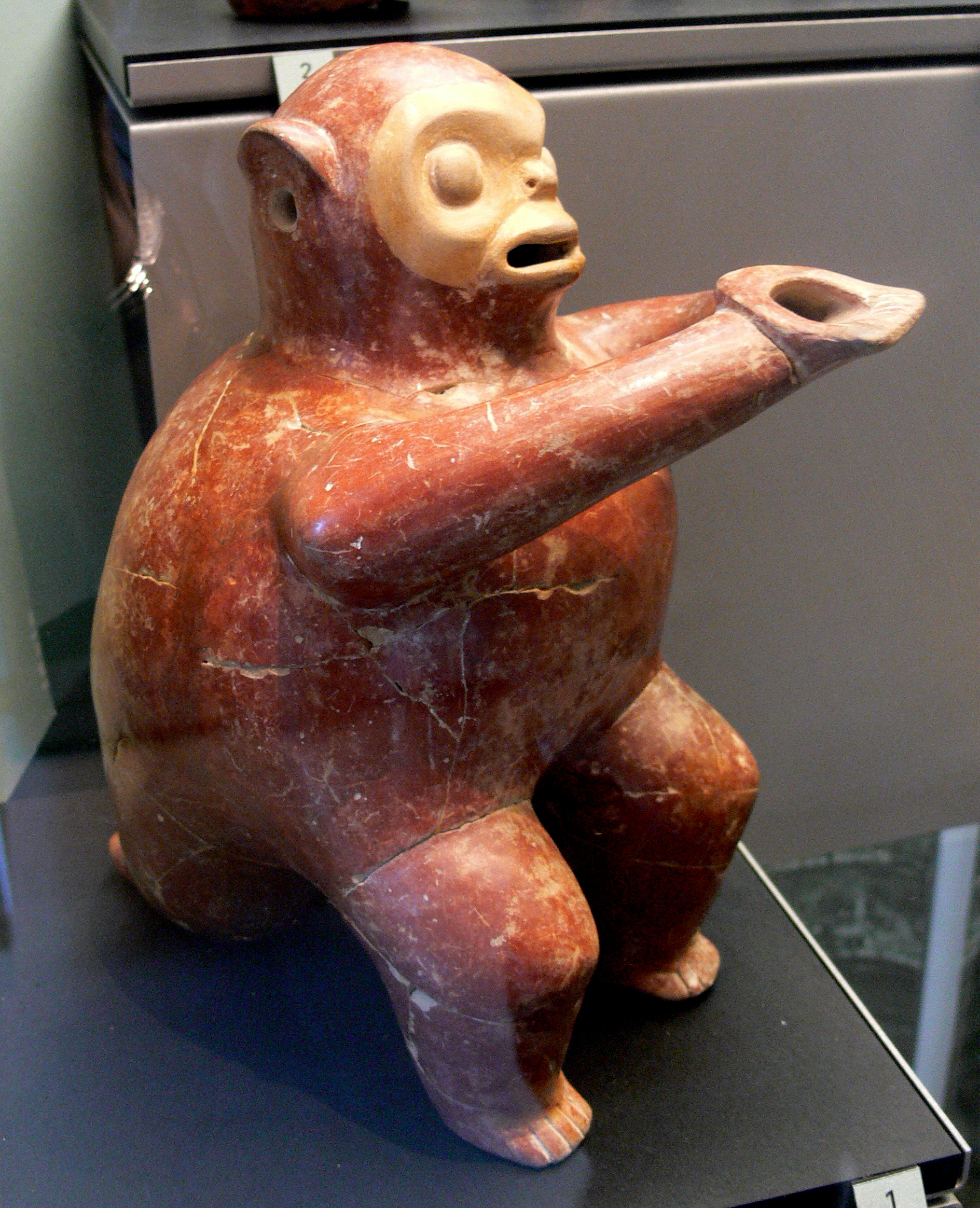
Gefäßpfeife in Form eines Affen. Chorrera-Kultur, Höhe 23 Zentimeter

Präkolumbische Gefäßflöten aus Ton sind in den Andenländern in einer großen Formenvielfalt überaus zahlreich von der prähistorischen Zeit bis zur spanischen Eroberung im 16. Jahrhundert. Die meisten haben die Gestalt von Tieren, gelegentlich Menschen, seltener von Alltagsgegenständen und manchmal sind es geometrische Formen wie runde Scheiben oder Kugeln. Typologisch werden Gefäßpfeifen, Gefäßflöten mit Fingerlöchern und die spezifisch altamerikanischen Pfeifgefäße unterschieden. Die unterschiedlichen Flötentypen – randgeblasene Panflöten, Schnabelflöten einschließlich Doppelflöten und Gefäßflöten mit und ohne Schneidekante – waren nicht gleichmäßig über den vorspanischen Kontinent verbreitet, sondern in bestimmten Typen zeitlich und regional begrenzt.
Musikinstrumente wurden in präkolumbischer Zeit nach ihrem Verwendungszweck in Gruppen eingeteilt. Für jede Instrumentengruppe waren eigene Aufführungsregeln verbindlich und jede besaß eine bestimmte magische Bedeutung und soziale Einstufung. Auch die Gefäßflöten hatten zweifellos eine rituelle Bedeutung. Ob sie in Ensembles gespielt wurden oder nicht, ist jedoch in der Forschung umstritten und lässt sich den Darstellungen nicht entnehmen.
Randgeblasene Gefäßflöten, die weltweit in der Minderzahl sind, stammen aus der Chavín-Kultur, die nach ihrem über 3000 Meter hoch in den peruanischen Anden gelegenen Hauptfundort Chavín de Huántar benannt ist. Chavín war eine bedeutende Prä-Inka-Kultur mit einer frühen Blütezeit zwischen 1300 und 600 v. Chr. In Chavín de Huántar gab es ein Priestertum, das religiöse Kulte mit als heilig geltenden Schneckenhörnern durchführte. Die Chavín-Kultur, deren herausragende Bedeutung als erster der peruanische Archäologe Julio Tello nach Ausgrabungen in den 1920er Jahren betonte, übte einen großen Einfluss auf die nachfolgenden Gesellschaften aus.
Unter den Kleinfunden befinden sich auch drei anthropomorphe Gefäßflöten mit einem Anblasloch am Rücken und zwei seitlichen Grifflöchern an den Armen. Ein Bohrloch am schmalen Fußende diente der Befestigung an einer Schnur. Die Gesichtszüge und Kleider sind durch Einkerbungen angedeutet. Die älteste, um 800 v. Chr. datierte Figur hält mit waagrechten anliegenden Unterarmen eine breite Flöte vor der Brust. Eine um 300 v. Chr. datierte Figur hält einen freigeschnittenen Arm seitlich an ein Ohr gemäß einer weitverbreiteten konzentrationsfördernden Geste von Sängern (vgl. Dengbêj). Die dritte Figur aus derselben Zeit trägt eine Tiermaske und hält die Arme seitlich am Körper.
Die zu Chavín zeitgenössische formative Periode in Ecuador ist die Chorrera-Kultur (um 1300–300 v. Chr.), für die tier- und pflanzengestaltige Krüge mit Henkel und Ausguss, die auch als Gefäßpfeife fungieren, typisch sind. Selbst Alltagsgeschirr ist von hoher Qualität, dünnwandig und rot oder schwarz engobiert. Die anthropomorphen Figuren gelten als einer der Höhepunkte der altamerikanischen Töpferkunst. Für die Formenvielfalt dieser Periode ist eine fledermausgestaltige Gefäßflöte charakteristisch, bei der ein runder Körper mit zwei Grifflöchern aus der Ebene der ausgebreiteten Flügel herausragt. Das Anblasloch der rotbraun engobierten Figur befindet sich am Hinterkopf.
An der ecuadorianischen Küste wurden in der nachfolgenden Zeit (um 500 v. Chr. – 500 n. Chr.) in großer Zahl figürliche randgeblasene Gefäßflöten hergestellt. Aus der dortigen Guangala-Kultur stammt beispielsweise eine um die Zeitenwende entstandene deformierte menschliche Figur von 13,5 Zentimetern Höhe mit zwei Grifflöchern an jeder Seite und einem Anblasloch am Rücken. Eine weitere Figur besteht aus dem Oberkörper einer Frau, der sich anstelle der Beine in einem Krokodil fortsetzt. Diese um 100 n. Chr. entstandene, 12 Zentimeter lange Figur aus der Tumaco-La-Tolita-Kultur hat vier Grifflöcher und ein Blasloch am Hinterkopf. Ähnliche Figuren besitzen üblicherweise nur zwei Grifflöcher.
Im nördlich an Ecuador angrenzenden Kolumbien waren anstelle der randgeblasenen Flöten solche mit Kernspalt gebräuchlich. Das Anblasloch befindet sich entweder an einer Stelle des Körpers (Kopf) oder es gibt einen angesetzten Schnabel. Die kolumbianischen Gefäßflöten gehören alle zur hochentwickelten Tairona-Kultur im Gebiet von Santa Marta und entstanden in später Zeit (ab Ende des 1. Jahrtausends). Die zahlreichen Gefäßflöten mit Fingerlöchern von hoher Qualität bilden das herausragende Merkmal der Keramikfunde aus Santa Marta. Demgegenüber sind die selteneren Gefäßpfeifen ohne Fingerlöcher qualitativ schlechter und kleiner. Der Archäologe John Alden Mason (1939) ordnet die Gefäßflöten von Santa Marta nach ihrer Form in folgende Gruppen ein:
1. Große, hochwertige, sichelförmige, anthropomorphe Gefäßflöten mit a) halbkreisförmigem oder b) kleinem Kopfputz. Die größte Gruppe von Santa Marta und darüber hinaus der gesamten präkolumbischen Keramik. Die Figuren mit großem Kopfputz repräsentieren entweder den Hauptgott der Tairona oder einen Priester mit Maske.
2. Fliegende Tiere, darunter a) sichelförmige Adler mit ausgebreiteten Flügeln, b) andere Vögel, c) Fledermäuse. Die meisten Exemplare dieser Gruppe sind Vögel mit langem Schwanz, an dessen Unterseite sich der Kernspalt befindet.
3. Zylindrische Figuren mit zwei Fingerlöchern längs nebeneinander, darunter a) stehend anthropomorph, b) mit Kopfputz. Statur und Arme einer menschlichen Figur mit dem Kopf einer Fledermaus.
4. Kleine, stehende, anthropomorphe Gefäßflöten. Stehende menschliche Figuren mit zu kurzen Beinen.
5. Große anthropomorphe Figuren, die a) stehen, b) sitzen. Heterogene Gruppe mit wenig gemeinsamen Merkmalen.
6. Kleine naturalistische Tiere, darunter a) Vögel, b) Schlangen. Die Vögel dieser Gruppe fliegen nicht, sondern stehen und werden nicht am Schwanz, sondern am Kopf angeblasen.
7. Große naturalistische Tiere, darunter a) Kröten und Frösche, b) Vierbeiner, c) Eulen. Die Vierbeiner haben kurze Beine und werden über einen dicken Schwanz angeblasen.
8. Große naturalistische Menschen, Typus Fundregion Esmeraldas
9. Röhrenförmig. Nur ein Exemplar bekannt, 11,5 Zentimeter lang.
10. Birnenförmig. Klein und mit Tierköpfen, 2,3 bis 4,3 Zentimeter lang.
11. Mehrfach-Gefäßflöten: Ein Anblasloch führt zu zwei oder drei Windkammern. a) Doppelfigur birnenförmig, b) Doppelfigur naturalistisch, c) Dreifachfigur: nur ein vollständig erhaltenes Exemplar.
12. Grob gearbeitete zoomorphe Gefäßpfeifen ohne Fingerlöchern. Dickwandiger rötlicher Ton ohne Verzierungen.[65]

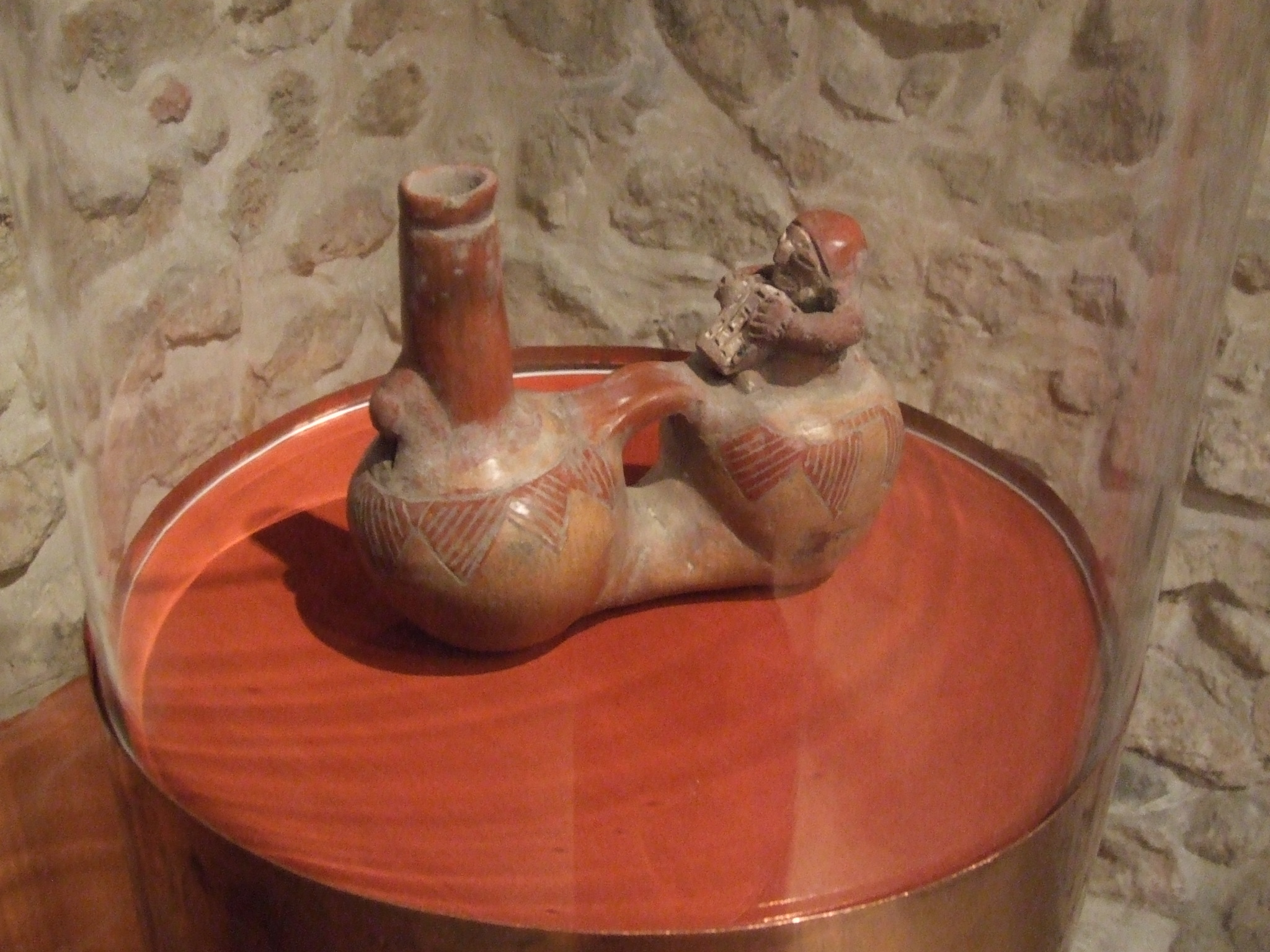
Doppelpfeifgefäß mit zwei unterschiedlichen Gefäßen der Chorrea-Kultur, 1. Jahrtausend v. Chr.

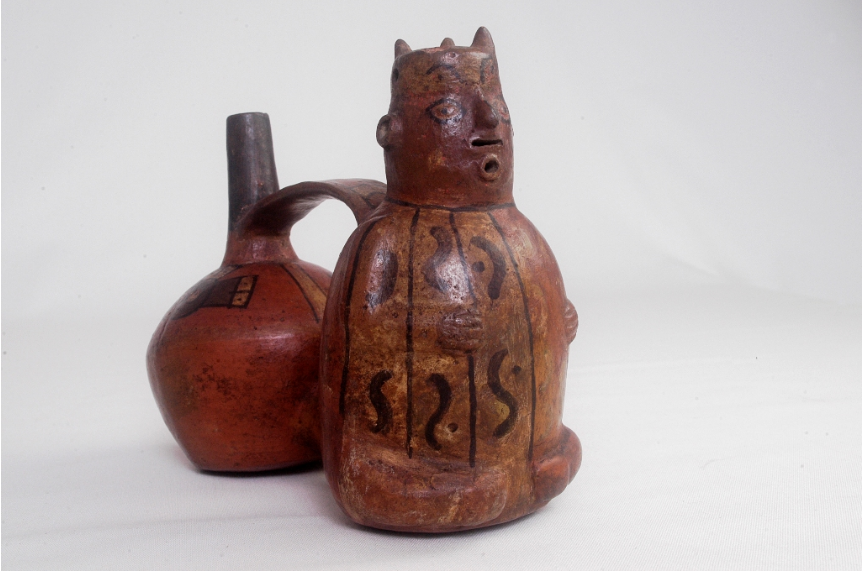
Doppelpfeifgefäß. Die Blasluft entweicht aus den Ohren und den Öffnungen am Mund. Musikinstrumentenmuseum Emilio Azzarini an der Universidad Nacional de La Plata

Eine anthropomorphe Figur mit breitem Kopf und kurzem Körper, bei der die kurzen Arme den Bauch umfassen (um 800 n. Chr., 10,7 Zentimeter hoch), trägt auf dem Kopf einen Stirnreif und eine hoch aufragende Kappe mit dem Anblasloch am schmalen Ende und dem Kernspalt an der Rückseite. Vorne am Bauch und zwischen den Beinen sind in einer vertikalen Linie drei kleine Grifflöcher eingestochen. Die rundliche kompakte Figur eines sitzenden Affen stützt die Ellbogen auf die Knie und hält sich mit den Händen die Augen zu (um 1300 n. Chr., 4,5 Zentimeter hoch). Durch zwei Löcher kann eine Schnur zum Umhängen gezogen werden. Die verbreitete Verbindung von Mensch und Tier in einer Figur repräsentiert eine Verwandlung zwischen Gegensätzen und diese verweist auf ein Wesensmerkmal des Schamanen, dessen Flug der Seele eine Verwandlung seiner Person darstellt. Häufig erscheinen Objekte in Fledermausgestalt. Eine um 900 n. Chr. datierte Figur aus Santa Marta stellt mutmaßlich einen Menschen dar, der mit einem Fledermauskopf maskiert ist.
Die späteste datierte Gefäßflöte mit Kernspalt (um 1550 n. Chr., 11,5 Zentimeter lang) hat die Gestalt eines Jaguars. Sie stammt vermutlich aus Kolumbien und wird wie üblich am Hinterkopf angeblasen. Zwei Grifflöcher befinden sich seitlich am Körper. Späte kolumbianische Kulturen mit Gefäßflöten, die bis zur Ankunft der Spanier existierten, sind die Nariño-Kultur (900–1500 n. Chr., im Departamento de Nariño), die Quimbaya-Kultur und die Muisca-Kultur (um 500–1500 n. Chr.).
Eine separate Gruppe von Gefäßflöten, die im gesamten präkolumbischen Südamerika verbreitet waren, besitzt nur ein Griffloch. Wozu Gefäßflöten dienten, die nur zwei Töne hervorbringen, ist nicht bekannt. Zweitongefäßflöten sind in Tier- und Menschengestalt aus Ton und teilweise auch aus Holz überliefert. Einige dickwandige Tonflöten aus Fundorten an der kolumbianisch-ecuadorianischen Grenze haben die Form langgestreckter Schnecken. Bei einem um 1100 datierten Exemplar aus dieser Region lässt sich durch partielle Abdeckung des einen großen Grifflochs ein stufenlos veränderlicher Ton von großem Umfang erzeugen.
Neben den häufigeren grifflochlosen Pfeifen (Gefäßpfeifen) mit Schneidekante (Spaltpfeifen) und den selteneren randgeblasenen Pfeifen bilden die Pfeifgefäße (Pfeiftöpfe, spanisch vaso silbador oder huaco silbador) eine besondere, nur in Altamerika vorkommende Formgruppe, die vermutlich bereits um die Mitte des 1. Jahrtausends v. Chr. bis zur spanischen Eroberung verwendet wurde. Die meisten Funde stammen aus der Zeit zwischen 500 und 1200 n. Chr. Die vielfältigen, handwerklich anspruchsvoll gefertigten Objekte teilt Ellen Hickmann nach ihrer Form in Einzelpfeifgefäße und Doppelpfeifgefäße ein.
Die Einzelpfeifgefäße haben meist eine kreisrunde Standfläche, häufig sind es zylindrische oder rundliche Gefäße in Tiergestalt. Die Doppelpfeifgefäße bestehen aus entweder zwei ähnlichen oder aus unterschiedlichen Gefäßen nebeneinander, die stets durch zwei Bügel miteinander verbunden sind. Der obere Bügel dient als Griff, der untere ist eine offene Röhre, über die sich das eingefüllte Wasser in beiden Gefäßen verteilen kann. Meist ist das eine Gefäß anthropomorph-figürlich und der andere Teil flaschenförmig. Wird über den Flaschenhals Luft eingeblasen, bildet sich in diesem Gefäß ein Überdruck, der durch das bis zur Hälfte eingefüllte Wasser in das andere Gefäß entweicht und dort eine im Bereich des Kopfes der Figur eingebaute kugelförmige Gefäßflöte zum Tönen bringt. Friedemann Schmidt (2006) unterteilt die Pfeifgefäße nach ihrer Tonerzeugung in mehrere Gruppen. Wesentlich für die Klangqualität ist die Position der Kugelflöte im Innern des Kopfes oder sichtbar an dessen Außenseite. Durch das akustisch komplexe System der Gesamtkonstruktion entstehen beim Einblasen und beim Neigen eines Pfeifgefäßes Tonsprünge und Trillertöne. Neben dem Einblasen von Luft und dem Pendeln des Gefäßes werden von Fachleuten auch andere Methoden der Tonerzeugung kontrovers diskutiert, denn oben weit geöffnete Gefäße lassen sich nicht anblasen und Bewegen allein bringt keinen starken Ton hervor. Vielleicht wurde deshalb bei geeignet konstruierten Gefäßen das Wasser über dem Feuer erhitzt, um wie bei einem Teekessel einen kontinuierlichen Ton zu erzeugen, während das andere Gefäß als Vorratsbehälter dient, der nur gelegentlich nachgefüllt werden muss.

##### Regionale Musiktraditionen
Berichte aus den ersten Jahrzehnten des 20. Jahrhunderts erwähnen unterschiedliche, adjulona genannte Blasinstrumente beim Indianervolk Karajá am Rio Araguaia in Brasilien. Unter diesem Namen werden ein Rohrblattinstrument aus einer Pflanzenfaser und eine Gefäßflöte mit fünf Fingerlöchern notiert. Fritz Krause (1911) sah bei den Karajá eine quer geblasene Kalebassentrompete aus einem gebogenen Flaschenkürbis. Unter dem Namen adjulona beschreibt Krause eine Rohrquerflöte, die zur Resonanzverstärkung mit dem unteren Ende in eine beidseitig offene Kalebasse gesteckt wird, während er in der Bildlegende beide Blasinstrumente als „Kürbistrompeten“ bezeichnet und hinzufügt, mit diesen Trompeten würden hineingeblasene und – wie bei einer sucked trumpet – herausgezogene Töne produziert. Ferner erwähnt er eine fingerlochlose Gefäßpfeife (wolawuk adjulona) aus einem kleinen Kürbis. Der brasilianische Ethnologe Herbert Baldus berichtet aufgrund von Forschungen in der ersten Hälfte des 20. Jahrhunderts, dass die Guayaki-Indianer (heute Aché) im Osten Paraguays neben einem Rinderhorn und einer Längsflöte eine Kalebassengefäßflöte mit zwei eingebrannten Fingerlöchern, die drei Töne produzierte, bliesen.
Vermutlich aus der Region Gran Chaco in Paraguay stammt eine ungewöhnliche, „Scheibenflöte“ genannte Form einer Gefäßflöte, die Alfred Janata (1975) im Sammlungskatalog des Museums für Völkerkunde Wien listet. Sie besteht aus einer ovalen Holzscheibe von einem Zentimeter Stärke und Durchmessern von 5,8 bis 7,4 Zentimetern. Die Scheibe ist teilweise ausgehöhlt, sodass die Blasluft von einer Anblasöffnung in der Kante einer Breitseite zu zwei Löchern an den beiden seitlichen Kanten geleitet wird. Die obere Fläche ist mit Ritzungen dekoriert. An der dem Anblasloch gegenüberliegenden Kante befinden sich zwei Bohrungen, an denen eine Tragschnur befestigt ist. Ähnliche Gefäßflöten aus Paraguay und Argentinien wurden in den 1920er und 1930er Jahren beschrieben.

#### Mittelamerika

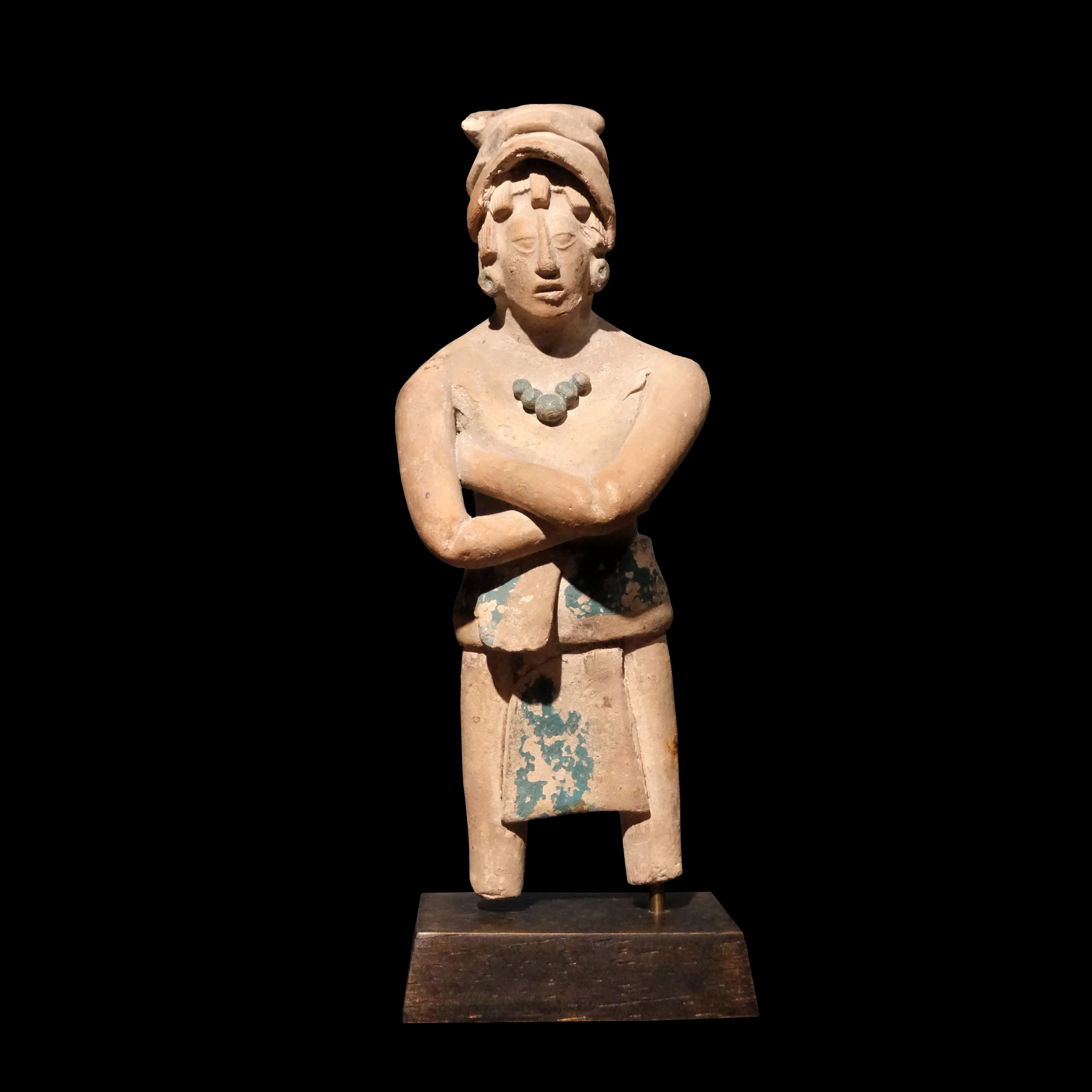
Anthropomorphe Gefäßpfeife der Maya, Höhe 15 Zentimeter, 7.–10. Jahrhundert. Louvre

Aus der vorklassischen Periode im Hochtal von Mexiko sind einige frühe Beispiele von Musikinstrumenten erhalten, die gleichzeitig zwei Töne produzieren. Dies sind um 500 v. Chr. datierte Doppelgefäßpfeifen aus Tlatilco, die in der späteren klassischen Zeit zu Dreifach- und Vierfachflöten weiterentwickelt wurden. Bei einer 9,5 Zentimeter hohen Doppelpfeife ragen aus der Tiergestalt mit vier gestreckten Beinen über dem Kopf zwei Kugeln heraus, die als separate Kugelpfeifen fungieren. Wird über die Öffnung am Schwanzende angeblasen, so erklingen die beiden Töne es2 und f2. Nach demselben Formprinzip funktioniert eine mit 23,5 Zentimetern Höhe und 26,5 Zentimetern Länge größere Doppelpfeife in Tiergestalt (ebenfalls Tlatilco, um 500 v. Chr.) mit menschlichen Gesichtszügen und zwei kleinen Kugeln auf dem Kopf, die Töne im Intervall einer kleinen Sekunde (h1 und c2) hervorbringen. Der Tier-Mensch-Kombination liegt in Mittelamerika die Nagualismus genannte Glaubensvorstellung zugrunde, wonach bestimmte Personen sich in Tiere verwandeln können, um mit deren Macht Schaden zu bewirken.
Während der klassischen Zeit der Maya auf der Halbinsel Yucatán und im Hochland von Guatemala vom 4. bis ins 15. Jahrhundert wurden vor allem figürliche Gefäßrasseln und Pfeifen, für die Maya charakteristische Gefäßtrommeln und Luftwirbelflöten aus Ton sowie anthropomorphe und zoomorphe randgeblasene Gefäßflöten verwendet. In großer Zahl wurden randgeblasene Gefäßflöten mit zwei bis vier Grifflöchern gefunden. Bei zwei um 800 n. Chr. datierten Exemplaren besteht der Körper aus zwei zusammengefügten Kugeln, auf den bei der einen Figur der ausdrucksstarke Kopf eines alten Mannes aufgesetzt ist und bei der anderen ein Kopf mit einer Tiermaske. Die Löcher am Rücken mit hervortretenden Rändern waren wahrscheinlich mit Mirlitonen bespannt, um den Klang zu verzerren. Bei anderen Figuren sind die Grifflöcher manchmal so platziert, dass es schwierig ist, sie mit den Fingern abzudecken. Aus dem mexikanischen Bundesstaat Michoacán an der Westküste außerhalb des Mayagebietes stammt ein um 100 n. Chr. datiertes Blasinstrument, das ebenfalls aus zwei Kugeln mit Grifflöchern besteht, die über ein Rohr miteinander verbunden sind. Die Beziehung dieser 12 Zentimeter langen Kombination aus Längsflöte und Gefäßflöte zu den figürlichen Gefäßflöten der Maya ist unklar.
Daneben stellten die Maya wenige kleine Spaltgefäßflöten her. Eine um 1250 n. Chr. datierte Spaltflöte in Gestalt eines 7,9 Zentimeter langen menschlichen Kopfes hat seitlich oberhalb der Ohren zwei kleine Grifflöcher. Der Anblasstutzen ist wohl abgebrochen. Eine andere Spaltflöte von 800 n. Chr. in Affengestalt wird am aufgerollten Schwanz angeblasen. In den Händen hält der Affe eine Schale, vielleicht ein Opfergefäß. Zahlreicher sind die in Michoacan gefundenen Schnabelgefäßflöten. Ihr Korpus hat die Form einer kurzen dicken Röhre mit einem an einem Ende herausragenden spitzen Schnabel, von dem der Windkanal zu einer rechteckigen Öffnung an der Oberseite mit der Schneidenkante führt. Ein um die Zeitenwende datiertes Exemplar ist 12 Zentimeter hoch und besitzt im oberen Bereich auf jeder Seite zwei große Grifflöcher. Daneben kommen eigenartige Fantasiefiguren vor.
Die Spaltgefäßflöten in der archäologischen Region Groß-Nicoya (umfasst die Nicoya-Halbinsel im Nordwesten von Costa Rica und den angrenzenden Westen Nicaraguas) vom Ende des 1. Jahrtausends sind einfarbige schwarz-graue Figuren, die auf der Oberseite mit eingekerbten Linien verziert sind. Einer früheren Kulturschicht von Groß-Nicoya, der „zonierten Zweifarben-Periode“ (um 500 v. Chr. – 500 n. Chr.), gehören hellbraun und rotbraun gemusterte Gefäßflöten an.
An der atlantischen Ostküste Costa Ricas entstanden in der um die Zeitenwende begonnenen Santa-Clara-Kultur einige bemerkenswerte Musikinstrumente. Hierzu gehört eine 35 Zentimeter lange Gefäßflöte, die aus einer sich an einem Ende zu einem Flaschenhals verjüngenden Röhre besteht. Angeblasen wird die um 1000 n. Chr. angefertigte Flöte an der kürzeren konischen Spitze am anderen Ende. Dort ist an der Unterseite die Schneidenkante eingetieft. Auf der Röhre sitzen mehrere Figuren hintereinander, die wesentlich älter, um 200 n. Chr., entstanden und nachträglich mit der Röhre verbunden wurden. Die Figurengruppe besteht aus zwei Menschen, zwei Echsen und einer Raubkatze. Das Instrument hat nur ein Griffloch, aber zwei offenbar mit Mirlitonen überzogene Öffnungen und produziert zwei Töne im Ganztonabstand. Die Bedeutung der Figurengruppe ist unklar. Weitere um 1000 n. Chr. oder später datierte Gefäßflöten aus Costa Rica haben die Gestalt kleiner Tiere oder von Schneckenhörnern.
Im 14. und 15. Jahrhundert übernahmen die Azteken viele kulturelle Elemente der von ihnen in Zentralmexiko eroberten Völker. Bei religiösen Zeremonien wurden üblicherweise Tonflöten gespielt, deren Gestaltung und Spielweise auf die zu verehrende Gottheit abgestimmt war. Der Gott des Feuers Huehueteotl oder Xiuhtecuhtli wird beispielsweise auf Flöten als alter Mann mit Bart als Zeichen für Weisheit dargestellt. Die Bedeutung von Tonflöten geht vor allem aus der von Bernardino de Sahagún in seinem Werk Códice Florentino (um 1578) geschilderten Opferzeremonie für den Gott Tezcatlipoca hervor. Demnach wurde ein Jugendlicher als Opfer auserwählt und ein Jahr lang auf das Ritual vorbereitet, unter anderem durch Flötenunterricht. Beim schließlichen Gang zum Opferaltar zerbrach er auf jeder Treppenstufe eine seiner Tonflöten, indem er sie auf den Boden warf. Gefäßflöten in der Form, wie sie auf der im Códice Florentino dargestellten Opferszene erkennbar sind, wurden auch archäologisch gefunden.
Diese rundlichen Gefäßflöten in Vogelform mit zwei bis fünf Grifflöchern nannten die Azteken in ihrer Nahuatl-Sprache huilacapitztli („Turteltäubchen“). Die Gefäßflöten wurden zusammen mit der meist aus Ton, seltener aus Holz oder Knochen hergestellten Längsflöte tlapitzalli gespielt, deren Länge von 15 bis 35 Zentimeter variiert. Die Form der tlapitzalli kann gerade, gebogen oder Y-förmig sein. Die Azteken verwendeten ferner die endgeblasene Rohr- oder Tonflöte çoçoloctli, deren verzerrter Klang durch ein Mirliton aus einem Spinnenkokon über einem Loch am nahen Ende der Flöte bewirkt wurde. Huilacapitztli heißen die aztekischen Gefäßflöten auch bei der indigenen Volksgruppe Nahua, zu denen die Azteken gehörten. Sie besitzen heute einen Durchmesser von bis zu 20 Zentimetern und fünf bis acht Grifflöcher.
Die kubanische Tanzmusik Son gehört zu den populärsten Musikstilen der Karibik seit dem 20. Jahrhundert. Vom 19. Jahrhundert bis in die 1920er Jahre war der Son lediglich ein Regionalstil von Kleinbauern in der Provinz Oriente. In dieser Zeit wurde der Bassrhythmus von einem botija genannten Tonkrug beigesteuert. Andere einfache Rhythmusinstrumente waren der Schraper quijada (Kieferknochen eines Esels), die Gegenschlagstäbe claves und das Lamellophon marimbula. Die botija ist das einzige traditionelle Blasinstrument der kubanischen Volksmusik. Sie besteht wie der nordamerikanische jug aus einem haushaltsüblichen Krug mit einem engen Ausguss und zusätzlich einem Anblasloch seitlich in der Mitte, in das manchmal ein Mundstück eingepasst wird. Eine typische botija misst 33 Zentimeter in der Länge und 25 Zentimeter im Durchmesser. Während der Musiker in den mit der rechten Armbeuge waagrecht gehaltenen Krug hineinbläst, steckt er die Finger der linken Hand in die Ausgussöffnung, um den Klang zu modulieren. Ergänzend kann er den Korpus mit den Fingern (wie bei der indischen ghatam) rhythmisch schlagen. Im 19. Jahrhundert wurde die botija bei Festveranstaltungen (Karneval, Jahrestage von Schutzpatrons) verwendet.

#### Nordamerika

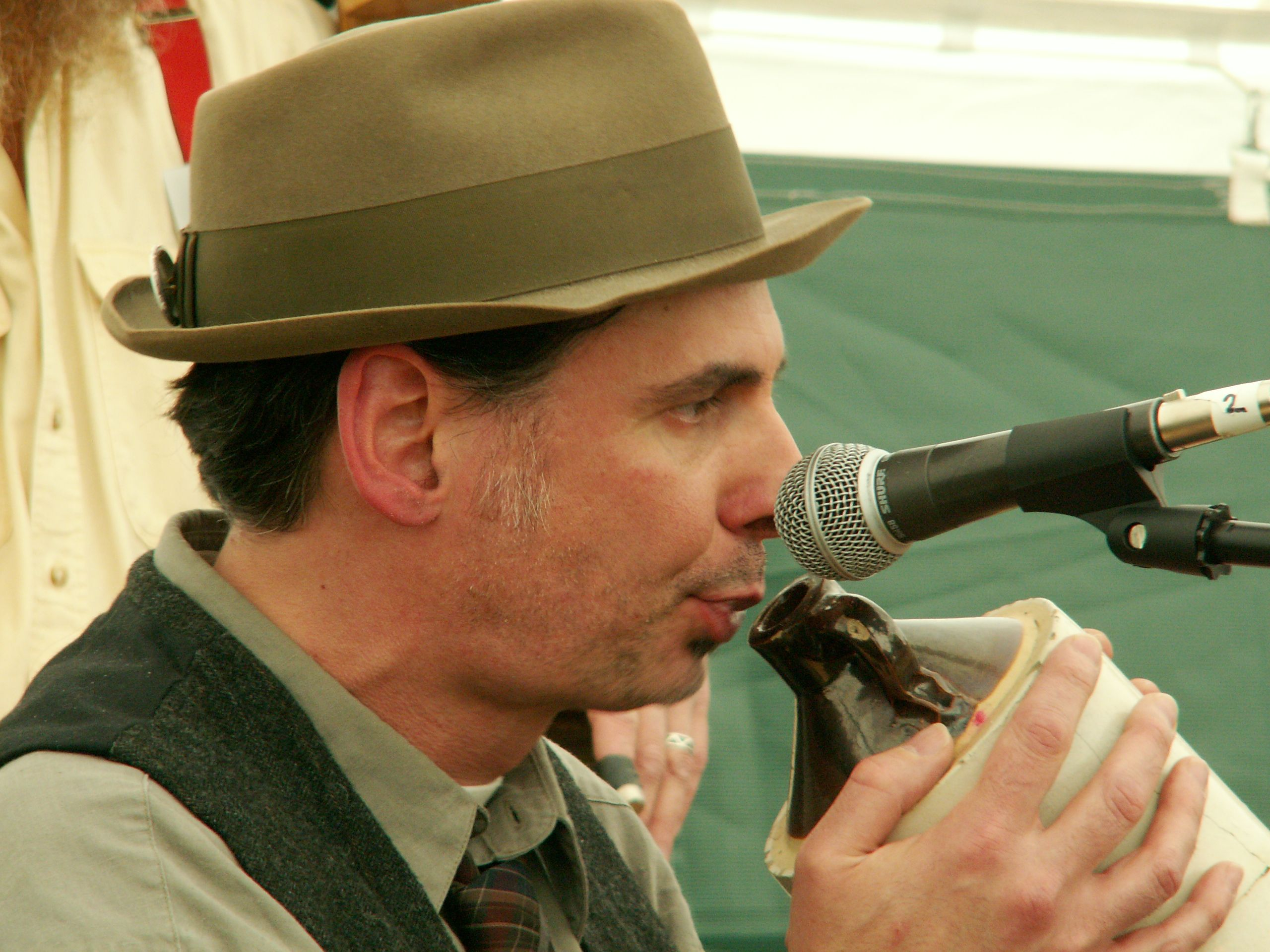
Mark Sherepita der Jug-Band Smokin’ Fez Monkeys aus Cleveland (Ohio) bläst einen Tonkrug (englisch jug) als Bassbegleitung.

In Nordamerika sind traditionelle Gefäßflöten lediglich von der indigenen Bevölkerung in den Bundesstaaten Virginia und North Carolina an der Ostküste bekannt, wo sie ausschließlich aus Kalebassen hergestellt werden. Einige haben kein Fingerloch andere bis zu vier. Umgangssprachlich werden Gefäßflöten in amerikanischem Englisch abschätzig nach ihrer Form sweet potato („Süßkartoffel“) genannt.
Die Jug-Bands mit ihrem namensgebenden Tonkrug haben einen afroamerikanischen Ursprung und wurden in den 1920er und 1930er Jahren in den städtischen Zentren des Südens populär. Angeblasen wird der jug – anders als der kubanische Tonkrug – an der Ausgussöffnung.
Tonette ist eine 1938 in den Vereinigten Staaten hauptsächlich für die musikalische Früherziehung und als Spielzeug eingeführte Schnabelflöte mit einem schmalen, nur wenig ausgebauchten Resonanzkörper, der in einer geschlossenen Spitze endet. Die Reihe von Grifflöchern wird wie bei einer Längsflöte bedient, die Tonerzeugung folgt jedoch dem Prinzip einer Gefäßflöte.

### Südostasien
Okarina ist als Lehnwort in die indonesische Sprache eingegangen, über traditionelle Gefäßflöten in Indonesien ist jedoch wenig bekannt. Jaap Kunst fand bei Feldforschungen in den 1920er und 1930er Jahren auf Java eine kleine Gefäßflöte aus Ton in Gestalt eines Hahns mit Flügeln oder eines Schweins mit vier Beinen, das auf Javanisch susurilitan und in Westjava auf Sundanesisch taleot genannt wurde. Das Instrument wird über den Schwanz angeblasen; die Luft strömt durch einen Kanal bis zu einer etwas größeren Öffnung mit der Schneidenkante am Bauch der Figur. Bei zwei Grifflöchern entstehen vier Töne, etwa f2, g2, gis2 und a2. Susurilitan oder taleot heißt auch eine praktisch verschwundene Bambuspfeife, mit der sich früher die Lenker von Pferdekarren den Weg freihupten, und in Banten (Westjava) bezeichnete taleot eine Bambusquerflöte (suling).
Ein ungewöhnliches javanisches Blasinstrument ist das aus zwei ineinander schiebbaren Bambusröhren bestehende bumbung, bei dem die Töne durch Anblasen am oberen Ende der inneren Röhre nach dem Prinzip der Polsterpfeife mit den Lippen erzeugt werden. Ungeachtet dieser Tonerzeugung wird das bumbung im New Grove Dictionary of Music and Musicians (2001) als „Gefäßflöte“ (vessel flute) angesprochen.
In der Zentralregion von Westtimor, dem Siedlungsgebiet der Atoin Meto wird eine feku genannte Holzflöte gespielt, die eine Kombination aus Längsflöte und Gefäßflöte darstellt. Während die zylindrischen Röhren der indonesischen Flöten (suling) generell aus Bambus bestehen, muss der gerundete Resonanzraum der feku aus Holz geschnitzt werden. Die feku ist im oberen Bereich beinahe eiförmig ausgehöhlt und im etwas längeren unteren Bereich im Innern zylindrisch. Zwei Grifflöcher befinden sich im oberen Teil, der einer Gefäßflöte entspricht. Beide Enden sind offen. Angeblasen wird über die halbrunde obere Kante. Jaap Kunst klassifiziert die feku als pointed flute – im Deutschen hat sich der Begriff „Spitzflöte“ etabliert – und zieht die feku neben dem indonesischen löffelartigen Gegenschlagidiophon kemanak als möglichen Beleg für eine vorgestellte, lange zurückreichende Kulturverbindung zwischen dem Malaiischen Archipel und Afrika heran, weil dort in manchen Regionen vergleichbare Spitzflöten vorkommen.

### Ozeanien
Gefäßflöten werden in Ozeanien üblicherweise aus kleinen Kalebassen oder Kokosnussschalen ohne Griffloch oder mit bis zu vier Grifflöchern angefertigt. Es gibt oder gab Gefäßflöten nachweislich auf Neuseeland, den polynesischen Inseln Tahiti und Hawaii, auf den zu Melanesien gezählten Fidschi-Inseln und auf Neuguinea.

#### Polynesien
Die am weitesten in Polynesien verbreiteten Blasinstrumente waren Schneckenhörner. Regional kamen Bambusnasenflöten hinzu und praktisch nur im Gebiet von Samoa und Tonga auch Panflöten. Innerhalb Polynesiens stammen die sichersten Belege für Gefäßflöten von Hawaii. Dort waren sie meist aus eiförmigen Kalebassen, seltener aus Kokosnüssen gefertigt. Mit der Nase geblasene Gefäßflöten mit zwei oder drei Grifflöchern, letztere meist im Dreieck angeordnet, namens (ipu) hokiokio wurden wie die Nasenflöte als Ersatz für die Stimme zur Brautwerbung eingesetzt. Nathaniel Bright Emerson (1909) benennt das „pfeifenartige Instrument...von der Größe einer Zitrone,...das mit der italienischen Okarina verglichen wurde“, als pu-á.

#### Neuseeland
Über ähnliche Gefäßflöten wurde Ende des 19. Jahrhunderts von Tahiti und Neuseeland berichtet. Johannes C. Anderson (1934) führt die Kalebassengefäßflöten der Māori von Neuseeland unter der Überschrift „calabash trumpet“ und übernimmt diese Bezeichnung von Augustus Hamilton, Māori Art (1901), der sich wiederum auf andere Autoren bezieht. Demnach soll es Gefäßflöten fast ausschließlich in der Region Taranaki an der Westküste Neuseelands gegeben haben. Die Gefäßflöte aus einer kleinen Kalebasse (kahaka) mit zwei oder drei seitlichen Löchern wurde eingesetzt, um zu Versammlungen zu rufen. Ein Exemplar mit 19 Zentimeter Länge und 9 Zentimeter Durchmesser befand sich zu jener Zeit im British Museum.  Hamiltons Information stammt teilweise von Thomas Moser, Mahoe Leaves (1863), worin der Name der Gefäßflöte, die den „allerschrechlichsten Ton“ produziere, mit rehu angegeben ist. Die Gefäßflöten waren teilweise mit Linien- und Zickzackmustern verziert.

#### Neuguinea
In der rituellen Musik Neuguineas und der kleineren Inseln Melanesiens wurden Gefäßflöten häufig nach Geschlechtern getrennt verwendet. Aufgrund von Formmerkmalen teilt Hans Fischer (1958) die melanesischen Gefäßflöten in fünf Gruppen ein:
1. Auf der zu Papua-Neuguinea gehörenden Gazelle-Halbinsel und den vorgelagerten Duke-of-York-Inseln kamen runde oder ovale Gefäßflöten aus Kalebassen und aus Kokosnüssen mit drei Grifflöchern in einer Reihe und einem größeren runden Anblasloch vor. Sie wurden nur von Frauen gespielt.
2. Kleine Kokosnuss-Gefäßflöten mit einem Griffloch sind vorwiegend von der Astrolabe Bay an der Nordküste Papua-Neuguineas bekannt. Sie durften von Frauen nicht gesehen werden und wurden bei Initiationsritualen zur Imitation von Geisterstimmen verwendet, wie ansonsten Schwirrhölzer oder auf der Insel Neuirland das einzigartige Reibholz lounuat. Der Ethnologe Otto Finsch (1914) gibt für diese Gefäßpfeifen, die „nur bei großen Festen...zum Lärmmachen benutzt werden, um dadurch die Weiber zu schrecken“, die Namen munki-ai oder mangi-ai an.[101] Ihrer Funktion nach gehören in diese Gruppe Hans Fischer (1958) zufolge auch Gefäßpfeifen aus West-Neubritannien, über die der Missionar und Ethnologe Carl Laufer (1951) bei der Ethnie der Kove (oder Kombe) berichtet. Bei der Erstgeburtsfeier (langaia) treffen sich die Männer des Dorfes im Männerhaus, während die Frauen das große Festessen vorbeibringen und außerhalb gegenüber der Tür des Männerhauses Platz nehmen. Die Männer im Innern schlagen Handtrommeln, blasen Bambusflöten und Gefäßpfeifen aus der Fruchtschale von Calophyllum inophyllum, um mit diesen Geisterstimmen nachzuahmen.[102] Hierzu gehören mutmaßlich auch die Kokosnuss-Gefäßflöten (kio), die Bambusflöten (bukera) und die Schwirrhölzer (angalup), die, wie E. W. Pearson Chinnery erwähnt, auf den Feni-Inseln bei der Initiation von Mitgliedern in die Geheimgesellschaft verwendet werden.[103]
3. Über ähnliche Gefäßflöten, jedoch ohne Griffloch, liegt eine Notiz aus dem Dorf Mandanam am unteren Sepik vor: Otto Reche (1913) erwähnt eine 12 Zentimeter lange „Pfeife...aus einer Frucht hergestellt“ mit 4,5 Zentimeter Durchmesser, bei der die Anblasöffnung einen Durchmesser von 1,5 Zentimetern hat und die zeremoniellen Zwecken dient.[104] Diesen Gefäßflötentyp gab es vermutlich auch bei den Arapesh und Abelam (in der East Sepik Province) und vom Prinz-Alexander-Gebirge sowie außerhalb Neuguineas von der Pentecost-Insel und Murray Island (Mer).
4. Im Süden von Neuguinea wurden nach Berichten vom Anfang des 20. Jahrhunderts Kokosnuss-Gefäßflöten mit zwei Grifflöchern als Lockpfeifen für Hunde und Vögel verwendet. Die Grifflöcher sind mittig gegenüber angebracht.
5. Eine Kategorie bilden schließlich musikalisch verwendete Gefäßflöten aus Ton mit zwei Grifflöchern, die nur aus dem Chimbu-Waghi-Sprachgebiet im Hochland von Papua-Neuguinea bekannt sind. Die farbigen und ornamentierten Tonflöten kamen in einem Gebiet vor, in dem ansonsten keine Töpferei betrieben wurde.

Die letztgenannte Kategorie von Gefäßflöten war unter anderem bei der großen Gruppe der Kuman-Sprecher in der Chimbu Province und bei den Civa-Sina-Volksgruppen (Chin-Shiva) südöstlich von diesen verbreitet. Bis zur Mitte des 20. Jahrhunderts waren unter den Kuman-Sprechern die Stämme der Korugu und Waugla im Waghi-Tal am besten ethnologisch untersucht. Von dort stammt der Name mondo mongo für die Tongefäßflöten, was sich Heinrich Aufenanger (1946) zufolge wohl nur auf deren Formähnlichkeit mit der Frucht (mongo) des mondo genannten Baumes bezieht. Die Gefäßflöten wurden aus Ton geformt und an der Luft getrocknet, aber nicht gebrannt. Nach der variantenreichen und offenbar beliebigen Formgebung erhielten die Tonflöten häufig eingeritzte geometrische Muster und wurden farbkräftig rotbraun, blau und gelb bemalt. Das Anblasloch ragt etwas heraus, häufig stehen auch die beiden Grifflöcher wie Glubschaugen ab, sodass sich bei manchen die Assoziation einer Tiergestalt aufdrängt.
Der Spieler hielt das Anblasloch rechtwinklig an die Unterlippe und bediente die Grifflöcher mit den Zeigefingern. Die Instrumente wurden nur von Männern und Jungen zur Unterhaltung gespielt, aber nicht für Rituale und nicht von Frauen verwendet. Sie waren stets einzeln oder paarweise abwechselnd, aber nie gleichzeitig zu hören.
Während  Heinrich Aufenanger bei seinem Aufenthalt im Hochland noch Ende der 1950er Jahre Kenntnis über den gerua-Kult zur Geisterverehrung erhielt, fand Joachim Sterly (1977) den gerua-Kult bei den Kuman-Sprechern weitgehend verschwunden, notierte aber bei der Beschreibung von dessen kulturellem Umfeld die Erzählung von den beiden Vogelmännern Kagl und Waglwo, die mit den Rücken zueinander auf einem Berg sitzen und ins Tal blickend mondo mongo-Gefäßflöten bliesen. Den Namen der zur Zeit seines Aufenthalts bereits verschwundenen Flöten erklärt Sterly als „Frucht des Mondo“, wobei sich „Mondo“ nicht auf den Baum, sondern auf eine mythische Figur bezieht. Sterly beschreibt die Tongefäßflöten als flach, oval oder rundlich und als stilisierte Gestalt eines sitzenden Schweins mit vorgestreckter Schnauze. Sie sind 10 bis 15 Zentimeter lang, 8 bis 12 Zentimeter breit und bis zu 5 Zentimeter hoch bei einem Gewicht zwischen 200 und 500 Gramm. Die eingeritzten geometrischen Muster und Farbflächen entsprechen denen auf den rituellen Holzschilden, die beim gerua-Fest verwendet werden. Bei schwarz bemalten Gefäßflöten erscheint durch die Einritzungen der helle Ton. Namentlich bekannt sind ein Rauten-Ornament (mondo numbuno) und ein Morgenstern-Ornament (kuugl kuri).
In erster Linie versteht Sterly unter mondo mongo aber Gefäßflöten aus der 5 bis 6 Zentimeter langen ovalen Frucht des bugla yombugl ende (wörtlich „Schweineknochenbaum“) mit zwei Grifflöchern. Sie wurden früher von jungen Männern geblasen, um sich mit ihren Mädchen zu verständigen, und ebenso von den Mädchen. Auch diese Gefäßflöten sollen einem Schwein (einer Schweineschnauze) ähneln.

### Afrika

#### Westafrika
Ein zu den Fon gehörender Junge demonstriert 1970 in Atakpamé im Süden von Togo auf von Gerhard Kubik aufgenommenen Fotos eine Variante des Handflötenspiels als Vorstufe der Gefäßflöte. Der Junge bläst in der alogwe genannten Spieltechnik von der Innenseite gegen die „Schwimmhaut“ zwischen Daumen und gespreiztem Zeigefinger der linken Hand und erzeugt so einen Pfeifton. Zeigefinger und Mittelfinger der rechten Hand legt er über den linken Daumen und bildet mit beiden Händen einen Hohlraum, der den Pfeifton verstärkt. Aus dem Zusammenklang der rhythmischen Muster mehrerer Jungen ergab sich eine polyrhythmische Struktur wie bei Eintonflötenensembles.
Gefäßflöten aus Kalebassen und anderen Fruchtschalen mit zwei bis sechs Grifflöchern sind oder waren in einigen Regionen Afrikas, vor allem in Zentralafrika, verbreitet. George W. Ellis (1914), der sich Anfang des 20. Jahrhunderts als amerikanischer Gesandter in Liberia aufhielt, erwähnt ein Blasinstrument aus einer Kalebasse mit Fingerlöchern der Vai in Sierra Leone, das wie eine Flöte geblasen wird, setzt dieses aber offenbar fälschlich mit einem zur Stimmenverstärkung eingesetzten Kalebassentrichter gleich, mit dem in Kriegszeiten die Namen der Kämpfer aufgerufen wurden. Aus Sierra Leone ist ansonsten über Gefäßflöten wenig bekannt. In europäischen Museen werden einzelne aus Holz geschnitzte Gefäßflöten einiger westafrikanischer Länder aufbewahrt, etwa ein Exemplar aus Burkina Faso in Paris, Aus Burkina Faso stammen auch zwei elliptische Exemplare aus Holz mit einer konischen Spitze an einem Ende im Weltmuseum Wien.
Ein Blasinstrument in der äußeren Gestalt einer Längsflöte und der Grifflochfunktion einer Gefäßflöte ist die aflekungkwe der Fon von Benin und Togo, der Gerhard Kubik nach ihrer Verbreitungsregion den Namen „Dahomey-Flöte“ gab. Ein etwa 20 Zentimeter langes Pflanzenrohr besitzt an der Anblasöffnung („Kopf“) einen rund dreimal so großen Durchmesser der Bohrung wie am unteren Ende („Schwanz“). Im oberen Drittel steckt im Hauptrohr rechtwinklig ein kurzes Querröhrchen. Der Spieler bläst gegen die halbrunde Kante der Anblasöffnung und deckt die beiden Löcher des Querröhrchens mit Daumen und Mittelfinger der linken Hand und das untere Ende mit dem Zeigefinger der rechten Hand ab. Er verschließt die Löcher aber nur leicht, sodass mehr oder weniger Luft ausströmen kann. Wird eines der Seitenlöcher geöffnet, so ergibt sich ein um etwa eine Sekunde höherer Ton als der Grundton, bei dem alle drei Löcher geschlossen sind. Überblasen in die höhere Quinte ist möglich. Die aflekungkwe wird für einige Tanzmusikstile verwendet. Den Typus der „Dahomey-Flöte“ bezeichnet Bernhard Ankermann (1901) als „Pfeifen mit kreuzweiser Durchbohrung“ und zeigt mit einigen Abbildungen, dass diese außer im Siedlungsgebiet der Fon zumindest noch um 1900 in unterschiedlichen Formen wesentlich weiter verbreitet waren. Die Querröhrchen können derart groß ausfallen, dass die gesamte Flöte eine kreuzförmige Gestalt annimmt oder sie sind Bestandteil einer geometrisch-figürlichen Komposition. Für eine abgebildete Flöte aus Elfenbein ist der Herkunftsort Musumba (im Süden des Kongo) angegeben, für zwei Flöten aus Holz und eine aus Elfenbein das Königreich Lunda (im Kongo), für eine schlichte kreuzförmige „Kriegspfeife aus Holz“ das Volk der Tamberma in Togo und eine weitere Holzflöte stammt demnach von den Bassari (im Senegal). Bei einer „Tanzflöte“ aus Ton der Kabiyé (Siedlungsschwerpunkt in Togo) ist aus der Kreuzstruktur eine Gefäßflöte in Mumienform mit Grifflöchern an den seitlichen Armstümpfen und einem dritten Griffloch vorne in der Mitte des Körpers geworden.

#### Zentralafrika

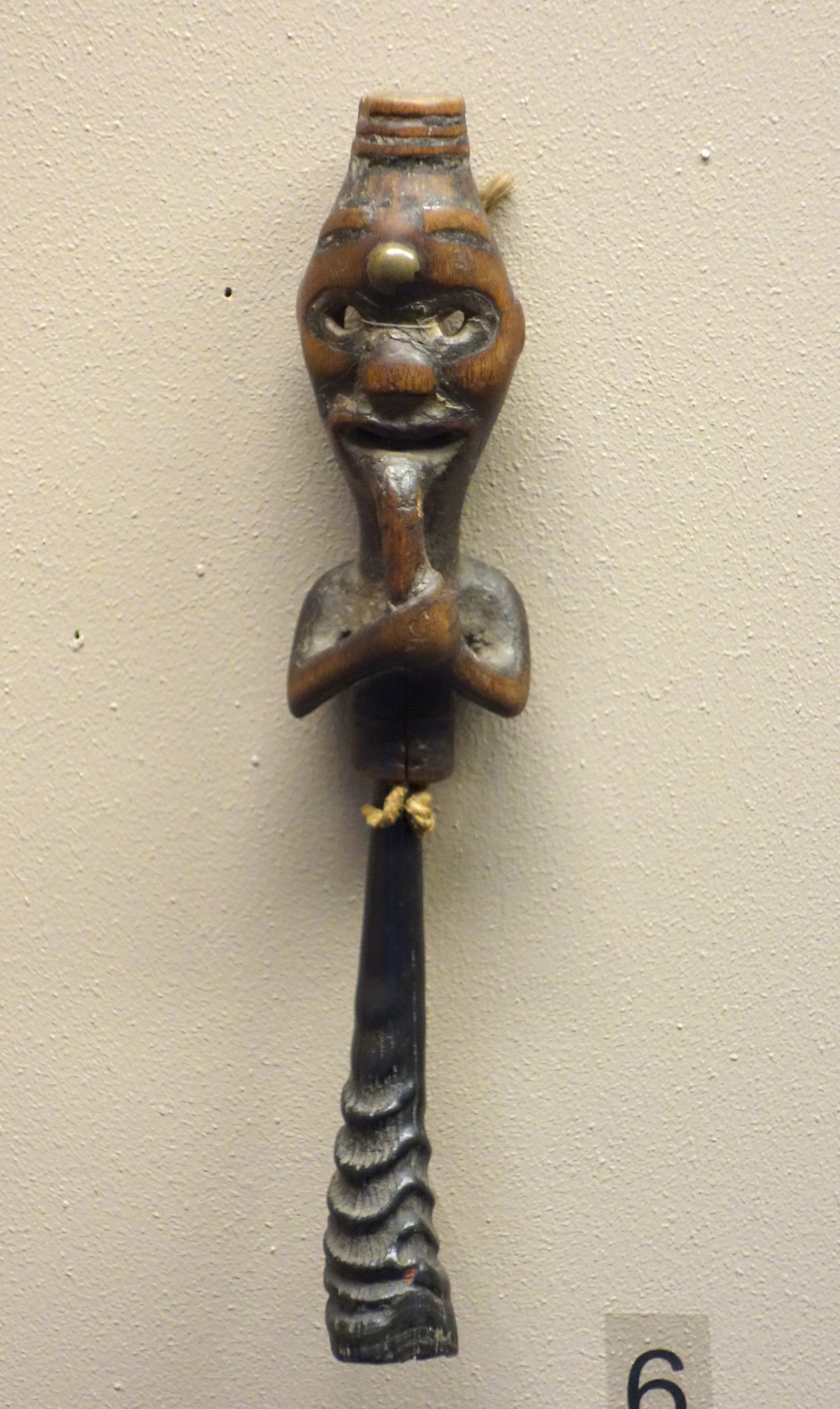
Hölzerne Gefäßpfeife nsiba mit anthropomorpher Figur aus dem Kongo. Nsiba besaßen eine magische Bedeutung und wurden im 19. Jahrhundert unter anderem für Regenmacherzeremonien verwendet. Königliches Museum für Zentral-Afrika in Tervuren

In Zentralafrika sind leicht aus Pflanzenrohr herstellbare Flöten meist als Kerbflöten bei den Hirten verbreitet. Seltener sind Querflöten und Gefäßflöten, über die nur vereinzelt Studien vorliegen. Für Jos Gansemans (1986) scheinen kugelförmige Gefäßflöten im Kongo, die in den 1970er Jahren dokumentiert wurden, am Aussterben zu sein. Sie werden aus einer Kalebasse, einer Fruchtschale oder aus Ton angefertigt und besitzen im Kongo ein bis fünf Grifflöcher. Das Königliche Museum für Zentral-Afrika in Tervuren besitzt eine große Sammlung von Musikinstrumenten aus Zentralafrika. Eine 1902 in dieses Museum gelangte Gefäßflöte aus der Provinz Kasaï ist eine abstrahierte hölzerne Tierfigur, die seitlich mit Flechtornamenten verziert ist. Das Instrument besitzt drei Grifflöcher, eines in der Mitte der Unterseite (Bauch) und die beiden anderen seitlich davon an der Spitze von zwei zylindrischen Ausbuchtungen (Beine).
Alan P. Merriam beschrieb 1962 die Gefäßflöte epudi der Bassonge, die in der kongolesischen Provinz Kasaï-Oriental leben. Die eiförmige, aus Holz geschnitzte und verzierte epudi (Plural mapudi) gehörte wie ein quer geblasenes Antilopenhorn (pandala) zu den bei der Jagd gebrauchten Signalinstrumenten. Nach einem Bericht aus den ersten Jahren des 20. Jahrhunderts wurden die bei der Jagd verwendeten mapudi aus Ton hergestellt. In den 1920er Jahren scheinen auch die nördlich der Bassonge lebenden Batetela entsprechende Gefäßflöten in einer hoquetusartigen Spielweise zur Tanzbegleitung verwendet zu haben (ein Wechselspiel wohl nach dem Vorbild benachbarter Pygmäen). In den 1960er Jahren begleitete die epudi, Merriam zufolge, besondere Jagdlieder, die vor und nach der Jagd gesungen wurden. Mit einem seitlichen Griffloch produziert eine 8 Zentimeter lange epudi zwei Töne im Intervall einer großen Sekunde. Damit lassen sich an den Sprachklang angelehnte einfache Botschaften übermitteln.
Die Baluba in der Demokratischen Republik Kongo verwendeten früher die Gefäßflöte dipulu, die Mitte der 1930er Jahre als selten beschrieben wird. Sie bestand aus einer Fruchtschale mit zwei Grifflöchern von 4 Millimetern Durchmesser auf beiden Seites des Anblaslochs. Mitglieder von Geheimgesellschaften riefen mit ihr zu Versammlungen, sie befeuerte die Akteure bei Kriegstänzen und sie begleitete die Inthronisation oder Beisetzung eines Häuptlings. Damit erfüllte die dipulu die Funktion von Tierhörnern und anderen Signalinstrumenten.
Aus weiteren kolonialzeitlichen Berichten der ehemaligen Kolonie Belgisch Kongo sind entsprechend verwendete Gefäßflöten mit zwei bis sechs Grifflöchern bekannt. In seiner Zusammenstellung der damals aus Belgisch Kongo bekannten Musikinstrumente schreibt Blair M. Benner (1949) pauschal, die Gefäßflöte sei sehr beliebt unter den Bantu von Zentral- und Südafrika.
Als lototsi werden unterschiedliche Gefäßflöten im Kongo bezeichnet. Die lototsi na yomba ist bei den Mongo eine Tongefäßflöte mit zwei Grifflöchern, die von den Gefäßflöten aus Fruchtschalen lototsi na litofe und lototsi na nsaw unterschieden wird. Der Name lototsi kommt auch bei anderen Bantugruppen vor, während Gefäßflöten bei den Konda als lototi und bei den Mbole im Nordosten des Kongo als itotsi bekannt sind. Die lototsi der Mongo (Nkundo) besteht aus einer ungefähr kugelförmigen Fruchtschale, üblicherweise einer Kalebasse, mit zwei bis vier Grifflöchern. Die aus Ton geformten Flöten sind luftgetrocknet oder gebrannt. Ein anderes Sprachumfeld für Gefäßflöten ist loforongo, lofolenge, lofonde, ifonde und ähnlich.
Die Babembe im Osten des Kongo spielten früher (vor der Mitte des 20. Jahrhunderts) eine kugelförmige Gefäßflöte namens kitorolo mit vier Grifflöchern. Ansonsten fertigten die Babembe Längsflöten aus Tierhorn (bevorzugt Antilopenhorn) und Holz. Jean-Noël Maquet (1958) notiert drei aus je vier Tönen bestehende Melodien für die Gefäßflöte impwobo der Mbuun, die in der Provinz Kwilu im Südwesten des Kongo leben.
Im Südwesten des Kongo, in der Provinz Kasaï, ist für Gefäßflöten und Holzpfeifen auch der Name lushiba verbreitet. Zu den lushiba-Gefäßflöten gehören ein Typ mit bis zu vier Grifflöchern und eine Flöte aus Ton ohne Fingerlöcher. Unter der dortigen Ethnie Lulua (Luluwa) wurde die lushiba nach Informationen aus den 1930er Jahren von den Vätern von Zwillingen geblasen. Da nach dem in Afrika verbreiteten Volksglauben Zwillinge eine magische Bedeutung als Menschen mit Schattenseele haben, wurde deren Vater von anderen Leuten entweder eigens deswegen aufgesucht oder gemieden.

#### Ostafrika
Wie in Zentralafrika sind in Ostafrika Längsflöten verbreitet, in Ruanda etwa die aus einem Pflanzenstängel oder aus Holz hergestellte Hirtenflöte umwirongi. Daneben kommen Querflöten aus Pflanzenstängeln wie ibirongwe, chivoti und ludaya sowie vereinzelt Eintonflötenensembles vor. Gefäßflöten sind, so sie nicht von den Forschern wegen ihrer Kleinheit übersehen wurden, von einigen ostafrikanischen Ethnien bekannt, darunter von den Bagisu, Banyole, Lugbara und Bagwere in Uganda, den Digo in Kenia und den Iramba im Norden von Tansania. In Uganda lauten um 1950 aufgezeichnete Namen von Gefäßflöten ebundi, kigwara und kigwari.
Die von Klaus Wachsmann (1953) erwähnten ugandischen Gefäßflöten besitzen zwei Grifflöcher und bestehen aus der Fruchtschale von Oncoba spinosa oder aus einer kleinen Kalebasse. Ein Lugbara-Musiker, dessen Spiel Gerhard Kubik um 1960 aufzeichnete, blies im Wechsel mit seinem Gesang eine von ihm ndaku genannte, mit eingebrannten Mustern versehene Kalebassengefäßflöte. Die kigwara wurde von den Bagwere zusammen mit einem Schlagstab in einem Ritual gespielt, bei dem essbare Termiten aus ihrem Erdloch gelockt werden sollten, um sie einzusammeln. Sie hat die Form einer länglichen Kartoffel mit den Grifflöchern an den Enden und dem Anblasloch in der Mitte.

#### Südafrika

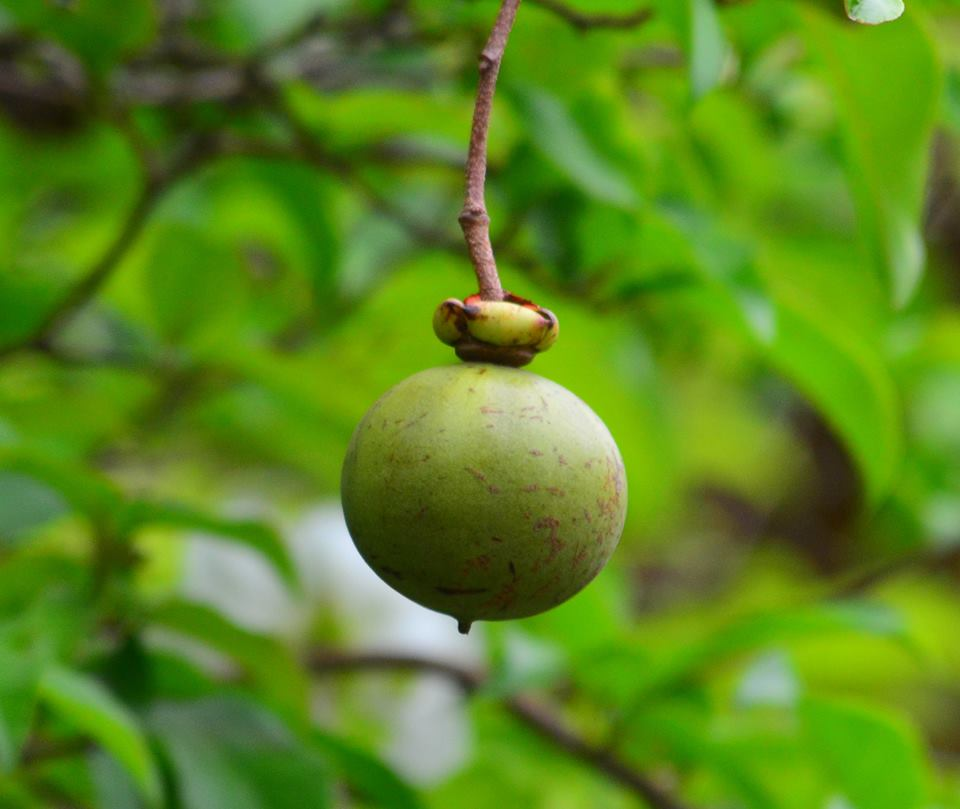
Frucht des bis zu 5 Meter hohen Baums Oncoba spinosa in Südafrika, die von den Venda für die Gefäßflöte tshipotoliyo verwendet wird.

Bei den Nguni im südlichen Afrika waren früher unterschiedliche Musikbögen und Flöten zur eigenen Unterhaltung weit verbreitet. Männer und Jungen spielten sehr einfache Flöten wie die beidseitig offene Obertonflöte umtshingo und die kürzere fingerlochlose Kernspaltflöte igemfe hauptsächlich beim Hüten von Rindern. Daneben gab es noch Vogelknochenflöten und Querflöten (shitloti bei den Tsonga) aus Schilfrohr. Solche Flöten wurden von den Jungen häufig paarweise gespielt.
Die einzige Gefäßflöte, die Percival R. Kirby (1934) in Südafrika fand, war die shiwaya bei den Tsonga. Die shiwaya besteht aus der Fruchtschale einer Brechnuss der Arten Strychnos spinosa oder S. pungens (umgangssprachlich Kaffir orange oder monkey orange, Setswana nsala) mit einem Anblasloch und zwei kleineren Fingerlöchern mit unterschiedlichen Durchmessern. Nachdem bei der geernteten Frucht zunächst die Löcher eingeschnitten wurden, entfernt man das Fruchtfleisch im Innern, füllt die Schale für einige Tage mit Wasser, um die Fruchtreste aufzulösen und lässt sie dann (etwa einen Monat) an der Sonne trocknen. Der Spieler deckt ein Griffloch mit einer Handfläche ab und das andere mit dem Zeigefinger der anderen Hand. Vor dem Spiel wird das Instrument gewässert, damit die Schale weicher wird. Vier Töne lassen sich erzeugen, mit der ungefähren Tonhöhe bei einem Exemplar: e1-g1-a1-h1. Für dieselbe, hauptsächlich von Hirten gespielte Tsonga-Gefäßflöte aus Strychnos spinosa wird auch der Name auf Xitsonga rhonge angegeben.
John Blacking (1959) beschreibt eine bis dahin nicht in der Literatur erwähnte Gefäßflöte der Venda in der nordöstlichen Provinz Limpopo mit dem Namen tshipotoliyo (Plural zwipotoliyo). In einem Tshivenda-Wörterbuch von 1937 wurde so alternativ zu tshitiringo auch eine Rohrquerflöte mit drei Grifflöchern genannt. Die Venda verwenden für ihre Gefäßflöten ebenfalls Strychnos spinosa (Tshivenda shamba, Plural maramba) oder häufiger die kleinere Fruchtschale von Oncoba spinosa (Tshivenda mutuzwu), deren Durchmesser etwa 5 Zentimeter beträgt. Um die Frucht besser aushöhlen zu können, wird sie häufig in Wasser gekocht. Ein durchschnittlich 11 Millimeter großes Anblasloch wird an der Stelle des Fruchtstiels eingeschnitten. Die Grifflöcher haben gleiche Durchmesser um 7 Millimeter. Die kleinere tshipotoliyo aus Oncoba produziert relativ weich klingende Töne zwischen c2 und f3 bei deutlichen Abweichungen der Tonhöhe zwischen einzelnen Exemplaren und wird meist von jungen Viehhirten im Duett gespielt. Mit schnellen Fingerbewegungen lassen sich die Tonhöhenschwankungen von Vogellauten erzeugen.
Eine besondere Flötenform, die Eigenschaften einer beidseitig geschlossenen Querflöte und einer shiwaya verbindet, nennen die Venda khumbgwe und die Kalanga in Simbabwe ombgwe. In eine mit zwei Löchern gegenüber versehene Strychnos-Schale wird in eines der Löcher ein Pflanzenrohr mit seinem offenen Ende gesteckt. Das andere Ende des Rohrs ist durch einen Fruchtknoten verschlossen. In der Nähe des geschlossenen Endes brennen die Venda drei und die Kalanga zwei Grifflöcher ein. Knaben der Venda spielten in den 1930er Jahren mit der schlechten Klangqualität der Flöte einfache Melodien. Bei den Kalanga waren die handwerkliche Qualität ihrer längeren Flöte und die Spieltechnik ausgereifter. Der Spieler sang, während er blies, einen Ton in die Flöte hinein, sodass die Töne im Intervallverhältnis einer Oktave oder Quinte oder einem Mehrfachen davon zueinander standen. So ergab sich aus den vier Tönen der Flöte und der Gesangsstimme eine einfache polyphone Melodie.
Ein weiterer Name für eine Gefäßflöte in Simbabwe ist chigufe. Die chigufe besteht aus einer Strychnos-Schale mit drei bis vier Grifflöchern und wird von Hirtenjungen, manchmal in einer Gruppe, zur Unterhaltung gespielt. Die Shona in Simbabwe nennen diese Gefäßflöte humbwe und die Chewa in Malawi chitoliro.
Für Madagaskar erwähnt Curt Sachs (1938) neben zahlreichen unterschiedlichen Flötentypen (allgemein sodina) lediglich eine als Kinderspielzeug verwendete Gefäßflöte namens tahitahia im Distrikt Soalala (Region Boeny) aus luftgetrocknetem Ton mit zwei Grifflöchern.